# Métro d'Istanbul
Le métro d'Istanbul (en turc : İstanbul Metrosu) est un des systèmes de transport en commun desservant la ville d'Istanbul, en Turquie. Le réseau, qui comporte 10 lignes pour environ 240 kilomètres et 158 stations, a transporté près de 500 millions de passagers en 2019. Compte tenu de la géographie spécifique d'Istanbul de part et d'autre du détroit du Bosphore, les lignes de métros sont cantonnées respectivement à la rive asiatique (lignes M4, M5 et M8) et à la rive européenne (M1, M2, M3, M6, M7, M9 et M11).
Inauguré en 1989, le réseau comporte à son origine une seule ligne de métro léger, le Hafif Metro, aujourd'hui M1 intégré dans la numérotation des lignes de métro lourds. Se sont ensuivies les inaugurations des lignes de métro M2 en 2000, M4 en 2012, M3 en 2013, M6 en 2015, M5 en 2017, M7 en 2020, M9 en 2021 comme ligne indépendante d'une ancienne branche de la ligne M3, et enfin les lignes M8 et M11 en janvier 2023, cette dernière reliant notamment l'aéroport d'Istanbul.
Ce réseau de métro est complété par cinq lignes de tramway (T1, T2, T3, T4 et T5), quatre lignes de funiculaire (F1, F2, F3 et F4) ainsi que, depuis octobre 2013, par la ligne B1 du train de banlieue dit Marmaray et son tunnel sous le Bosphore qui dessert de vastes quartiers d'Istanbul le long de la mer sur 76 km.
Plusieurs projets de prolongements et de créations de lignes nouvelles sont en cours d'études ou de réalisation. Ainsi, les lignes M1, M3, M4, M5, M7, M9 et M11 bénéficient actuellement de travaux de prolongements, tandis que les lignes nouvelles M10, M12 et M14 sont en construction. Enfin, de nouveaux projets de prolongements sont à l'étude, notamment celui de la ligne M2, ainsi que de création des lignes M13, M20 et M34.

## Histoire

### LeTünelde 1875
Sur la rive européenne, les deux quartiers centraux, vie sociale à Péra aujourd'hui à Beyoğlu au sommet de la colline et vie économique à Galata aujourd'hui Karaköy à son pied sur les rives septentrionales de la Corne d'Or, sont mal reliés.
L'ingénieur français Eugène-Henri Gavand effectue un voyage d'agrément en Turquie en 1867 et, conscient de ces difficultés, travaille à un projet de liaison souterraine entre les deux pôles. Ce projet de construction d'un « tunnel » de 573 mètres de longueur est accepté par le sultan en 1869 ; les travaux débutent en 1871, s'achèvent en 1874 et le Tünel est mis en service le 18 janvier 1875. Le Tünel, dénommé aujourd'hui F2 sur le plan des transports, est la quatrième ligne de chemin de fer souterraine au monde après le funiculaire de la rue Terme de Lyon (1862), le métro de Londres (1863) et celui d'Athènes (1869). Toutefois la première véritable ligne de métro d'Europe continentale, avec plusieurs stations, a été la ligne 1 du métro de Budapest (1896).

### LeHafif Metroou «métro léger» de 1989
Les travaux de la première ligne du métro, initialement nommée Hafif Metro ou « métro léger » ont commencé en 1987. Cette dernière est inaugurée le 3 septembre 1989 et relie dans un premier temps les stations Aksaray à Kartaltepe, aujourd'hui Kocatepe sur la rive européenne du Bosphore. Il s'agit d'une ligne de métro léger avec des rames à petit gabarit. Cette ligne est nommée M1 par la suite et est prolongée progressivement jusqu'en 2014 pour atteindre une longueur de 26 km. La ligne se sépare en deux branches à la station Otogar.

### Un premier métro lourd en 2000

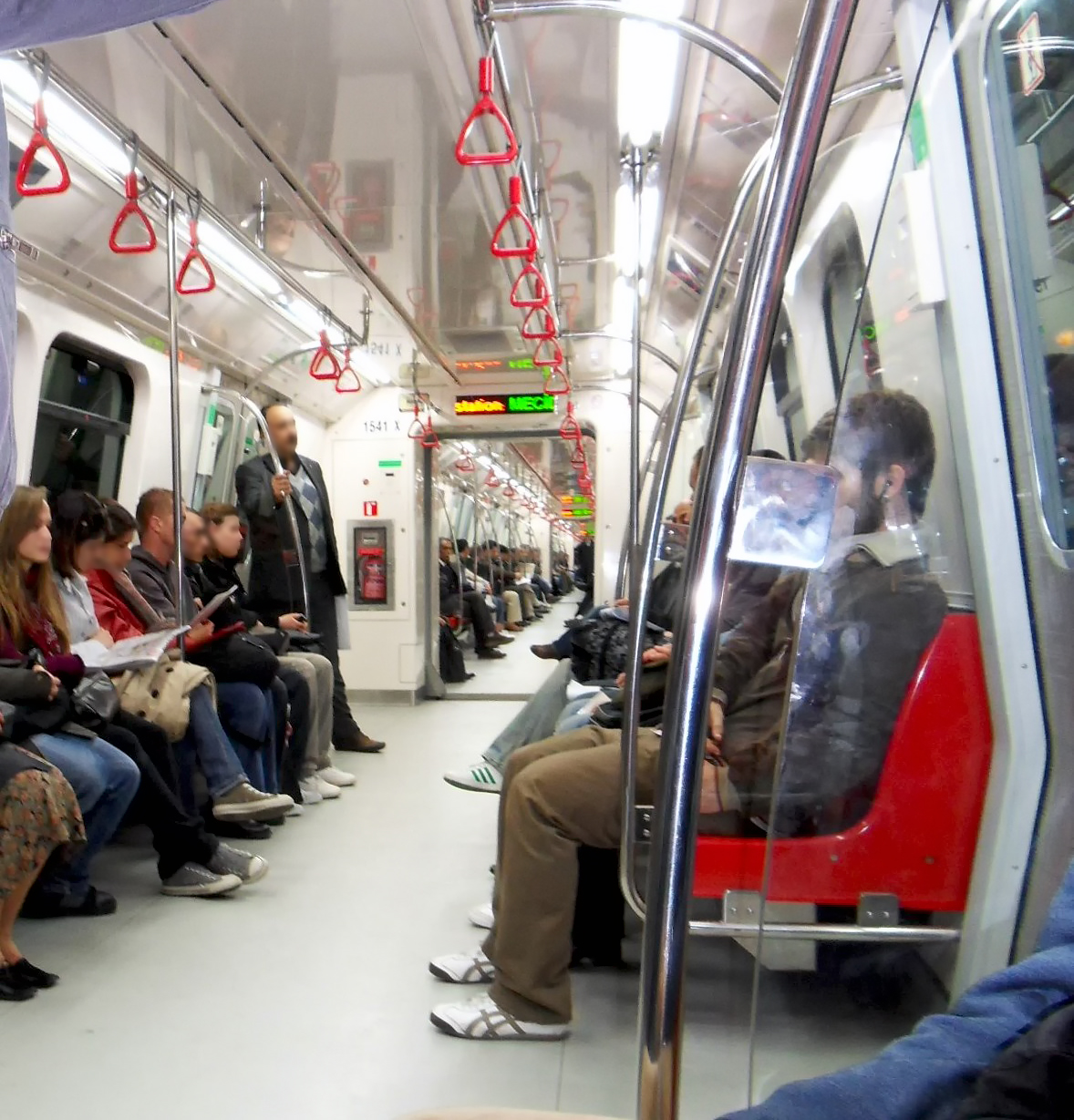
Intérieur d'une rame de métro de la ligne M2

Les travaux de la ligne M2 (première ligne de métro lourd) débutent en 1992[réf. nécessaire]. Le premier tronçon comptant 8,5 km et six stations entre la place de Taksim et 4. Levent a été mis en service le 16 septembre 2000. Le 30 janvier 2009, cette deuxième ligne est prolongée de 1,7 km au sud jusqu'au nouveau terminus provisoire de Şişhane (dans la perspective d'un prolongement au futur pôle d'échange de Yenikapı) et de 5,6 km et trois stations au nord jusqu'à Atatürk Oto Sanayi (desserte du quartier d'affaires de Maslak). Au nord, d'autres prolongements sont inaugurés, successivement le 2 septembre 2010 à Darüşşafaka (1,3 km), le 11 novembre 2010 à Seyrantepe (branche de 1,7 km pour desservir la Türk Telekom Arena) et le 29 avril 2011 à Hacıosman (1,3 km). Fin 2013, la ligne compte donc au total 20 km et 13 stations et dessert le parcours Şişhane - Hacıosman. Le 15 février 2014, une extension de 3,5 km entre Şişhane et Yenikapı, comprenant un pont au-dessus de la Corne d'Or, a été mise en service,, portant son parcours total à 23,5 km pour 16 stations et assure désormais la correspondance avec la ligne M1.
Toutes les stations font 180 m de long et ont été construites en tranchée couverte pour pouvoir résister à un séisme de force 9 sur l'échelle de Richter[réf. nécessaire]. Elles sont toutes équipées d'escalators et d'ascenseurs donnant un accès aux personnes à mobilité réduite. Les stations sont décorées de la même manière : seule la couleur diffère. L'écartement est au standard UIC de 1 435 mm. L'alimentation électrique se fait par troisième rail. Les lignes M3 et M4 sont alimentées par un troisième rail situé au-dessus de la rame, contrairement aux ligne M2 et M6 pour laquelle le rail est latéral.

### Marmaray et depuis 2000

#### Marmaray (2004-2013)

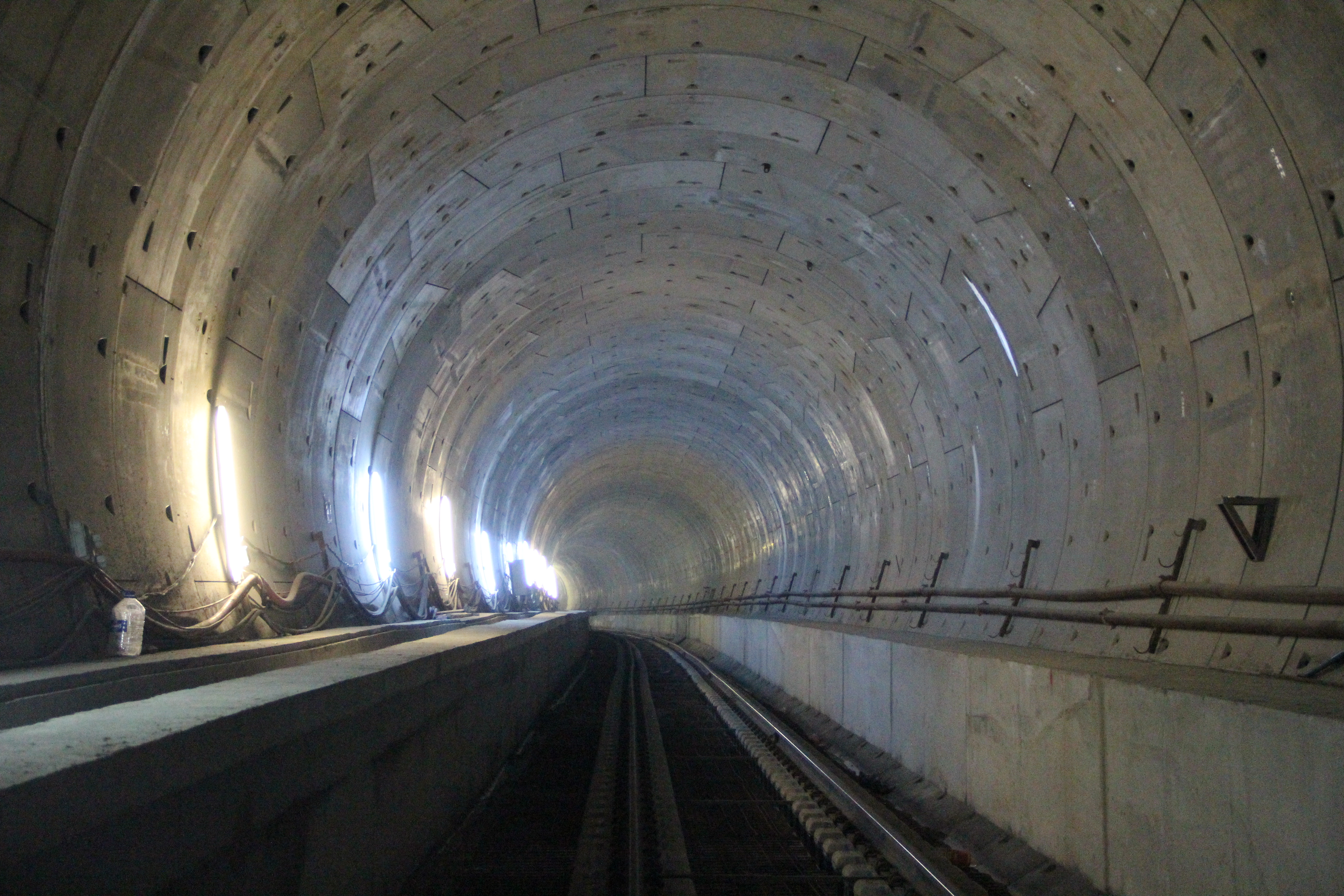
Les travaux de construction du tunnel Marmaray sous le détroit du Bosphore en 2012, qui relie les lignes de métro de côtés européens et asiatiques d'Istanbul, un an avant son ouverture en 2013.

Vieux rêve depuis plus d'un siècle, un projet de liaison des deux rives asiatique et européenne d'Istanbul est lancé dès 1987. Les études sont réalisées jusqu'en 1998, auxquelles succèdent les appels d'offres en 2004. Les travaux du tunnel sous le Bosphore sont réalisés entre 2004 et 2008, et ceux de l'infrastructure ferroviaire à partir de 2009. La mise en service commerciale a lieu le 29 octobre 2013.

#### Ligne M4 (2005-2012), première ligne sur la rive asiatique
Une première ligne de métro est prévue pour desservir la rive asiatique de la ville, la ligne M4. Les travaux de constructions débutent en 2005. La fréquentation attendue est de 700 000 passagers par jour, pour une capacité d'un million de passagers par jour. L'alimentation électrique se fait par caténaire. Le matériel roulant est constitué de 30 rames à quatre voitures du constructeur CAF, pour un montant de 139 millions d'euros. Une option est posée sur 24 rames supplémentaires. Le coût total de la ligne est estimé à 1,27 milliard d'euros. Le 17 août 2012, la ligne est ouverte au public entre Kadıköy, à proximité de la gare de Haydarpasa et Kartal, comprenant 21,7 km et 16 stations,.

#### Les lignes M3 (2006-2013) et M6 (2015)
Dans la perspective de l'accueil d’événements sportifs d'importance (candidature aux jeux olympiques de 2020, et future candidature pour les jeux ou l'euro de football 2024) dans l'enceinte du stade olympique Atatürk, situé au nord-ouest de la banlieue européenne, près du quartier nouvellement urbanisé de Başakşehir, les travaux de la ligne M3 reliant les terminus du stade olympique et du quartier de Metrokent au terminus Kirazlı de la ligne M1B, ont débuté en 2006, et la ligne a finalement été ouverte au public le 14 juin 2013. Une prolongation vers le quartier de Bakırköy plus au sud, ainsi qu'une liaison avec la ligne Marmaray, les ferry IDO et la ligne M1A desservant l’aéroport sont planifiés, mais les travaux n'ont pas débuté. En raison de son parcours assez court, et de l'absence de point d’intérêt le long de son parcours, cette ligne n'a attiré en 2014 qu'environ 10.000.000 de personnes, soit environ 27.000 par jour. Cette ligne est équipée de 20 rames de 4 voitures, soit 80 voitures au total, délivrées par la compagnie française Alstom, et entièrement climatisées, pour une valeur de 1.149 million d'euros par voiture.
Enfin, en utilisant une partie du budget de la ligne M2, une ligne de mini métro, aujourd'hui M6, complète le réseau. Elle dessert l'université Boğazıçı, en partant de la station Levent du M2. Elle utilise 2 rames Alstom du parc de la ligne M2 sur un parcours de 3,3 kilomètres, traversant le quartier d'Etiler.

#### La ligne M5 (2012-2017)
La ligne M5, dont les travaux ont commencé le 20 mars 2012 a été inaugurée le 15 décembre 2017. Cette ligne, la deuxième sur la rive asiatique de la ville, relie les quartiers d'Üsküdar (connexion avec la ligne du Marmaray), aux quartiers de Çekmeköy, en passant par Altunizade (connexion au metrobüs) sur un parcours de 16,9 km, pour 16 stations. Il s'agit de la première ligne entièrement automatisée du métro d'Istanbul et toutes ses stations seront équipées de portes palières.

#### Explosion criminelle de 2015
Le 1er décembre 2015 une forte explosion d'origine criminelle a lieu à la station de Bayrampaşa-Maltepe qui a entraîné l'arrêt de l'ensemble du réseau,.

#### Depuis 2016, les lignes M7, M8, M9 et M11
La ligne M7, reliant les quartiers nord de la rive européenne (de Mahmutbey à Kabataş) est projetée pour desservir les quartiers nouvellement urbanisés d'Istanbul, notamment celui d'Alibeyköy. Les travaux débutent officiellement le 9 février 2014 et la première section de la ligne inaugurée le 28 octobre 2020 entre les stations Mahmutbey et Sişli-Mecidiyeköy puis la ligne est prolongée en 2023 de Sişli-Mecidiyeköy à Yıldız.

## Réseau actuel
| Ligne | Terminus                                 | Rive       | Ouverture | Dernier prolongement | Longueur (km) | Stations |
| ----- | ---------------------------------------- | ---------- | --------- | -------------------- | ------------- | -------- |
|       | Yenikapı ↔ Atatürk Airport / Kirazlı     | Européenne | 1989      | 2014                 | 26,8          | 23       |
|       | Yenikapı ↔ Hacıosman / Seyrantepe        | Européenne | 2000      | 2014                 | 23,5          | 16       |
|       | Bakırköy-Sahil ↔ Kayaşehir Merkez        | Européenne | 2013      | 2024                 | 26,7          | 19       |
|       | Kadıköy ↔ Sabiha Gökçen Airport          | Asiatique  | 2012      | 2022                 | 33,9          | 23       |
|       | Üsküdar ↔ Samandıra Merkez               | Asiatique  | 2017      | 2024                 | 26,5          | 20       |
|       | Levent ↔ Boğaziçi Üniversitesi/Hisarüstü | Européenne | 2015      | -                    | 3,3           | 4        |
|       | Yıldız ↔ Mahmutbey                       | Européenne | 2020      | 2023                 | 20            | 17       |
|       | Bostancı ↔ Parseller                     | Asiatique  | 2023      | -                    | 14,2          | 13       |
|       | Olimpiyat ↔ Ataköy                       | Européenne | 2021      | 2024                 | 17,2          | 13       |
|       | Gayrettepe ↔ Arnavutköy Hastane          | Européenne | 2023      | 2024                 | 51,5          | 10       |
| TOTAL | TOTAL                                    | TOTAL      | TOTAL     |                      | 243,3         | 158      |

### Ligne M1
Inaugurée le 3 septembre 1989, la ligne relie alors Aksaray, au cœur du quartier historique de Fatih aux banlieues ouest à la station Koraltepe, devenue Kocatepe. Prolongée dès le mois de décembre à la station Esenler, elle se voit adjoindre une seconde branche entre Otogar et Zeytiburnu en 1999. Cette nouvelle branche est régulièrement prolongée en 1994 et 1995 pour atteindre l'aéroport Atatürk d'Istanbul (fermé depuis 2019) à la station Atatürk Havalimanı en 2002. La première branche est également prolongée d'Esenler à Kirazlı en 2013. Enfin, en novembre 2014, la ligne est prolongée à son extrémité orientale d'une importante station de correspondance à Yenikapı ouverte dès février comme terminus sud de la ligne M2.
Des travaux de prolongements de la branche de Kirazlı sont en cours au-delà de cette station, vers Halkalı dont la première étape entre Kirazlı et Fatih devrait être inaugurée en 2024.

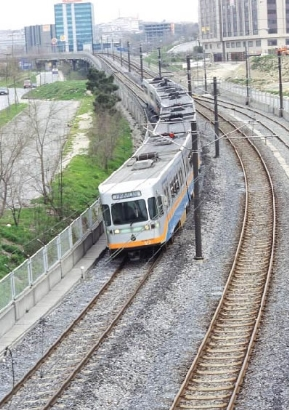
Une rame dans la partie aérienne proche de la station Zeytinburnu, en 2006.
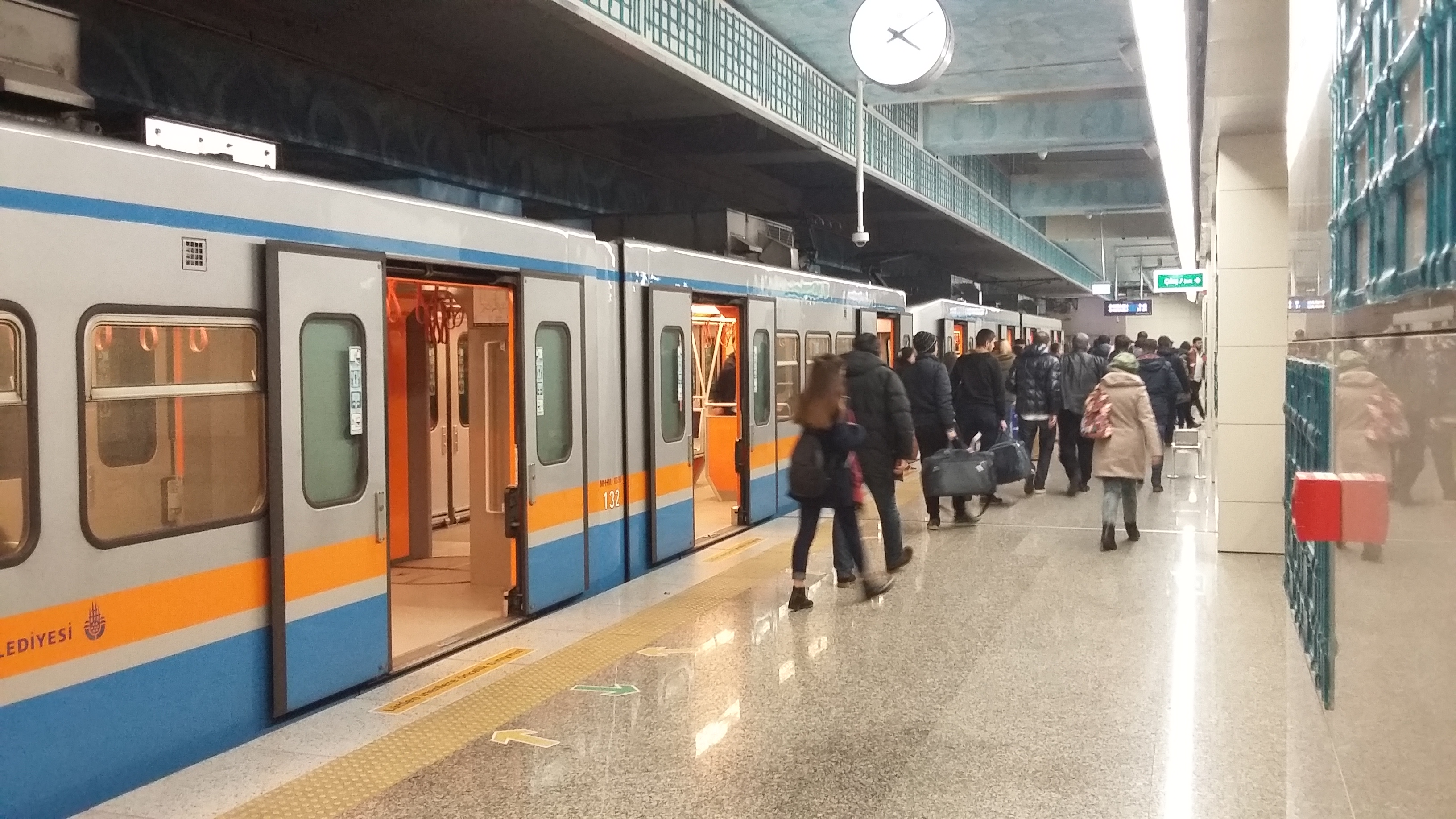
Une rame à quai à la station Yenikapı, en 2017.
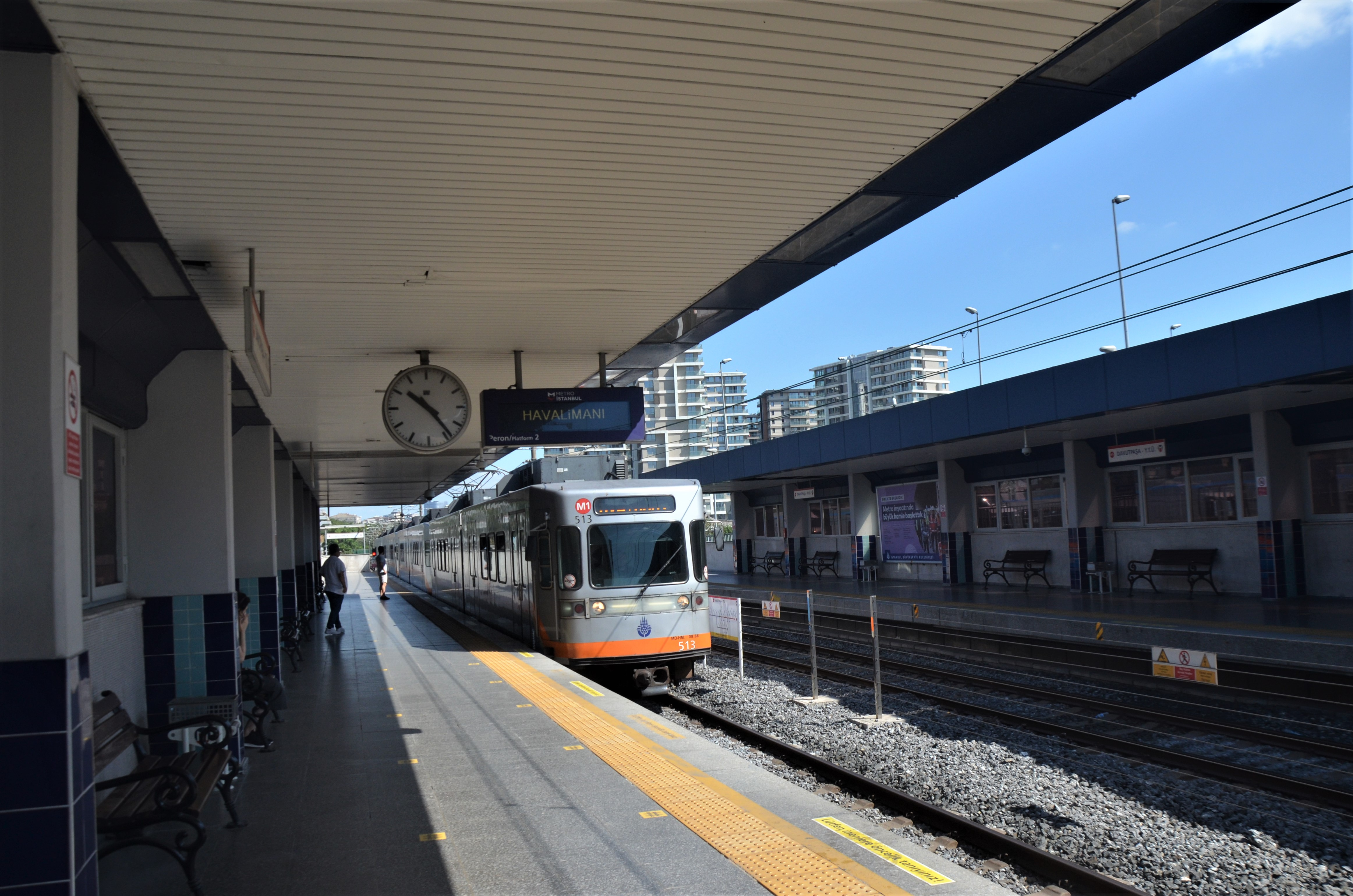
Une rame à la station Davutpaşa-YTÜ, en 2020.
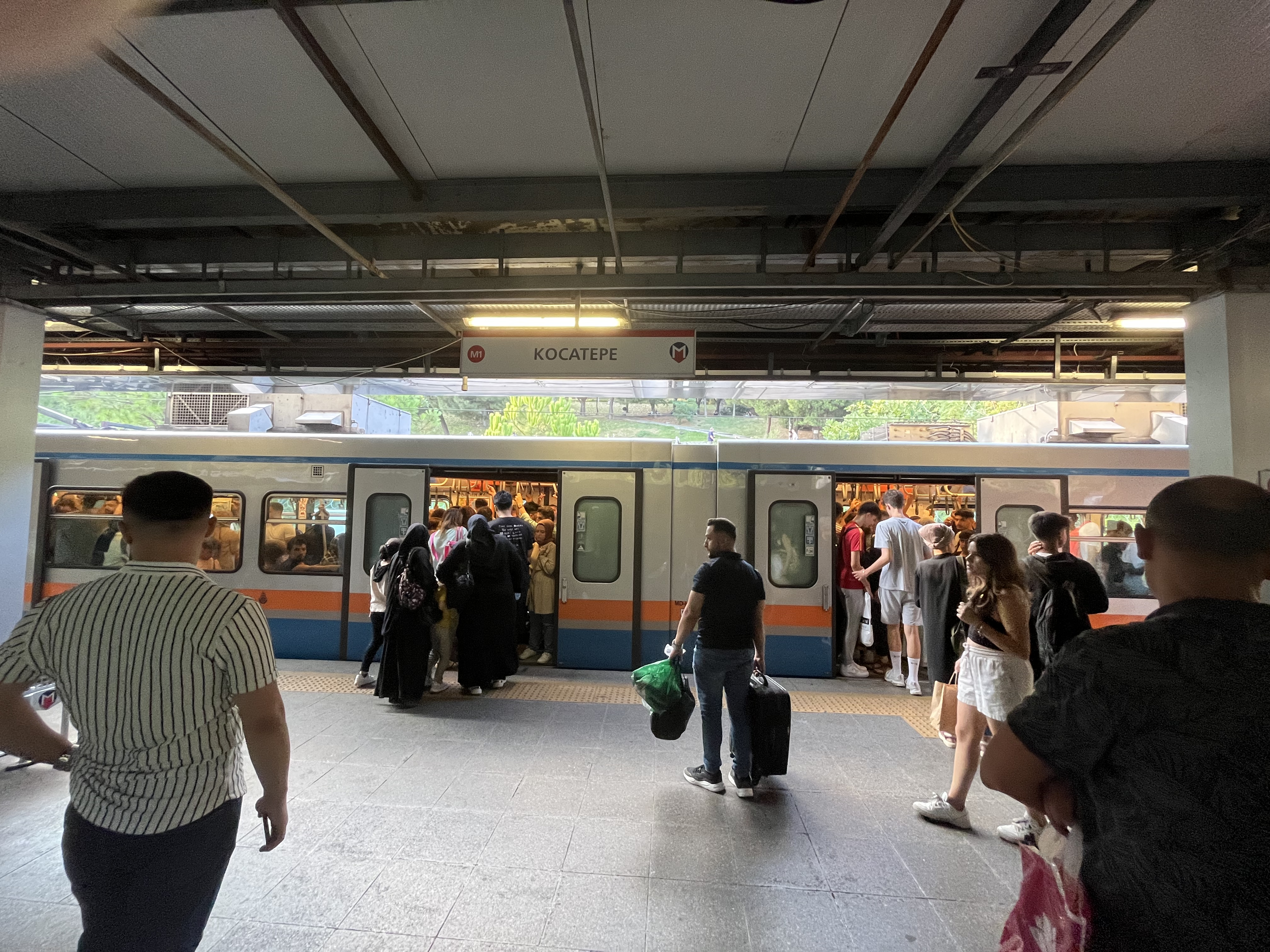
Une rame à quai à la station Kocatepe, en 2022.

### Ligne M2

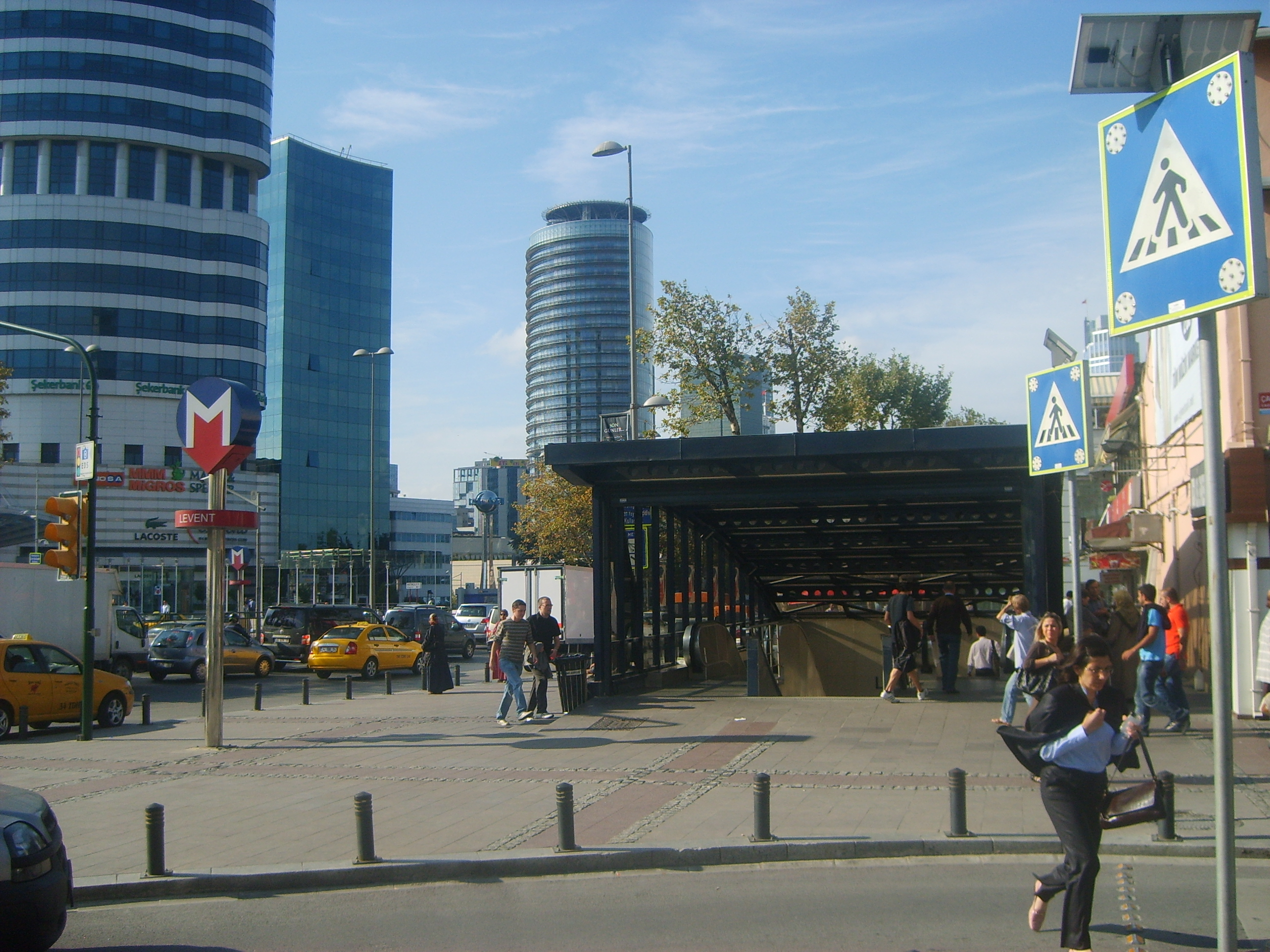
Station Levent.
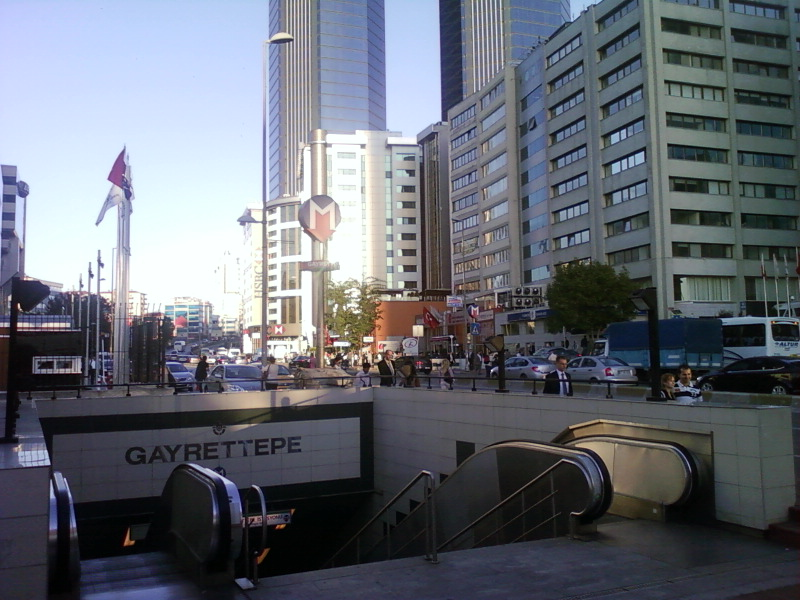
Station Gayrettepe.
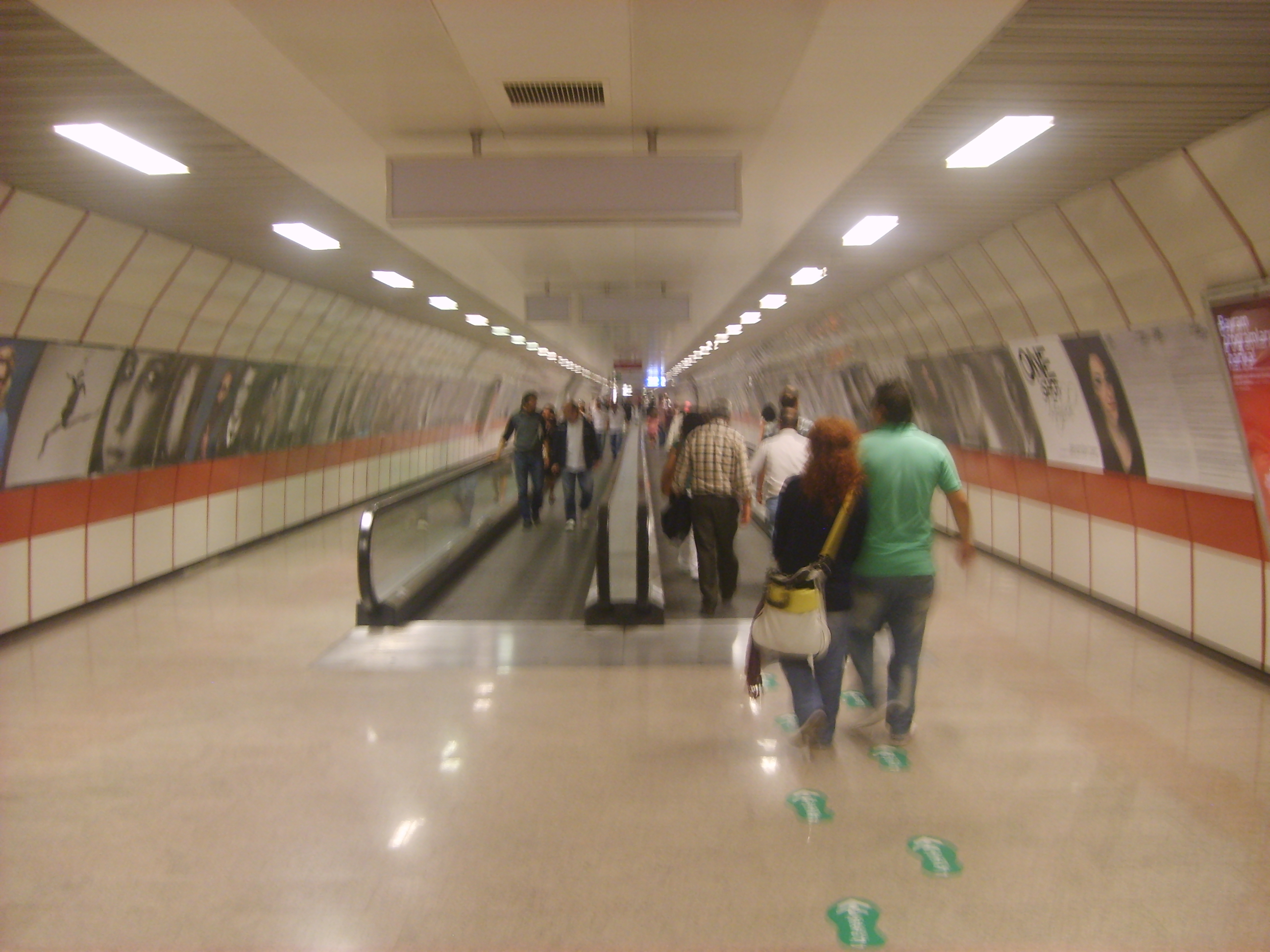
Station Taksim.
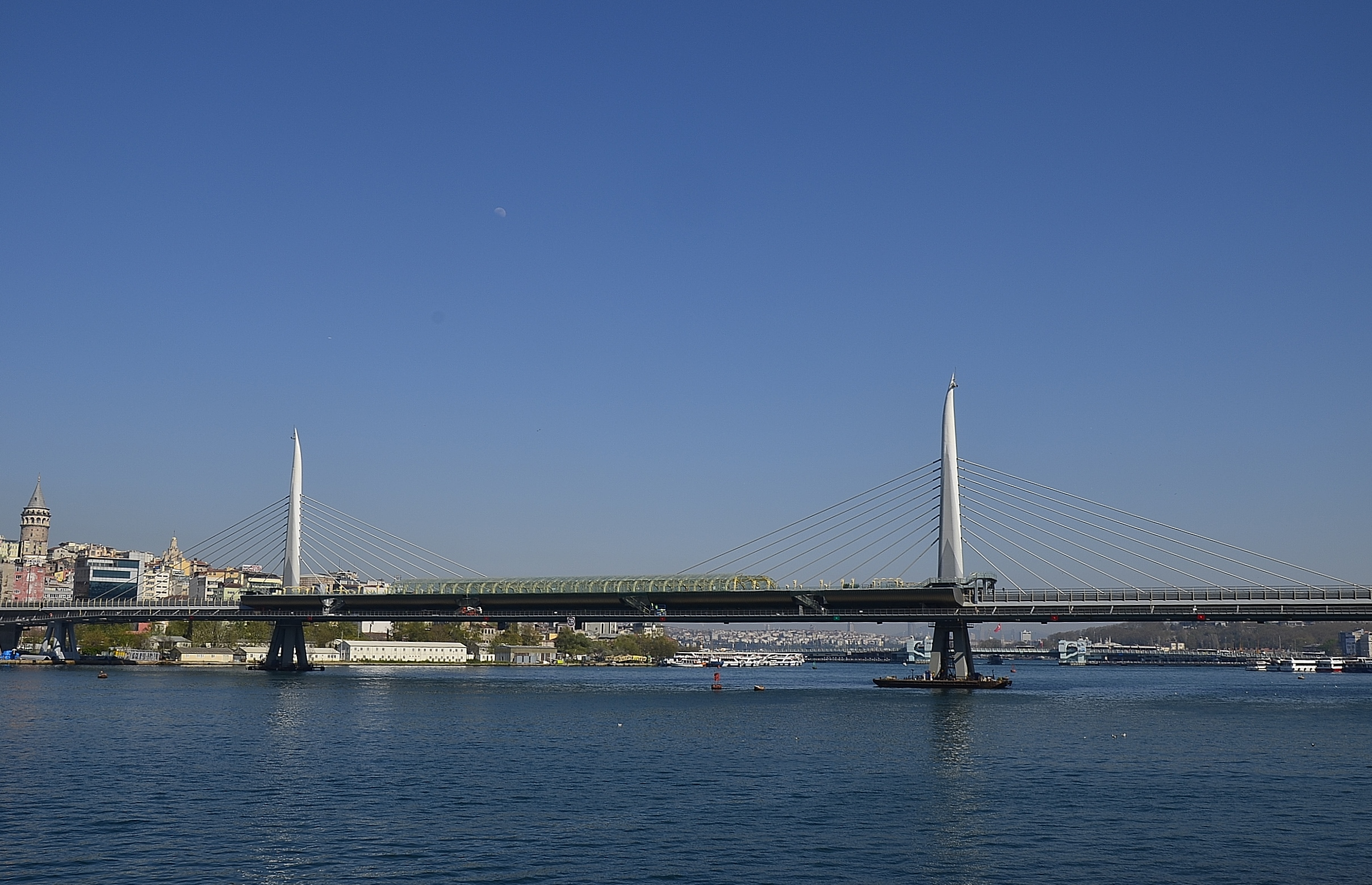
Pont du métro sur la Corne d'Or.

### Ligne M3

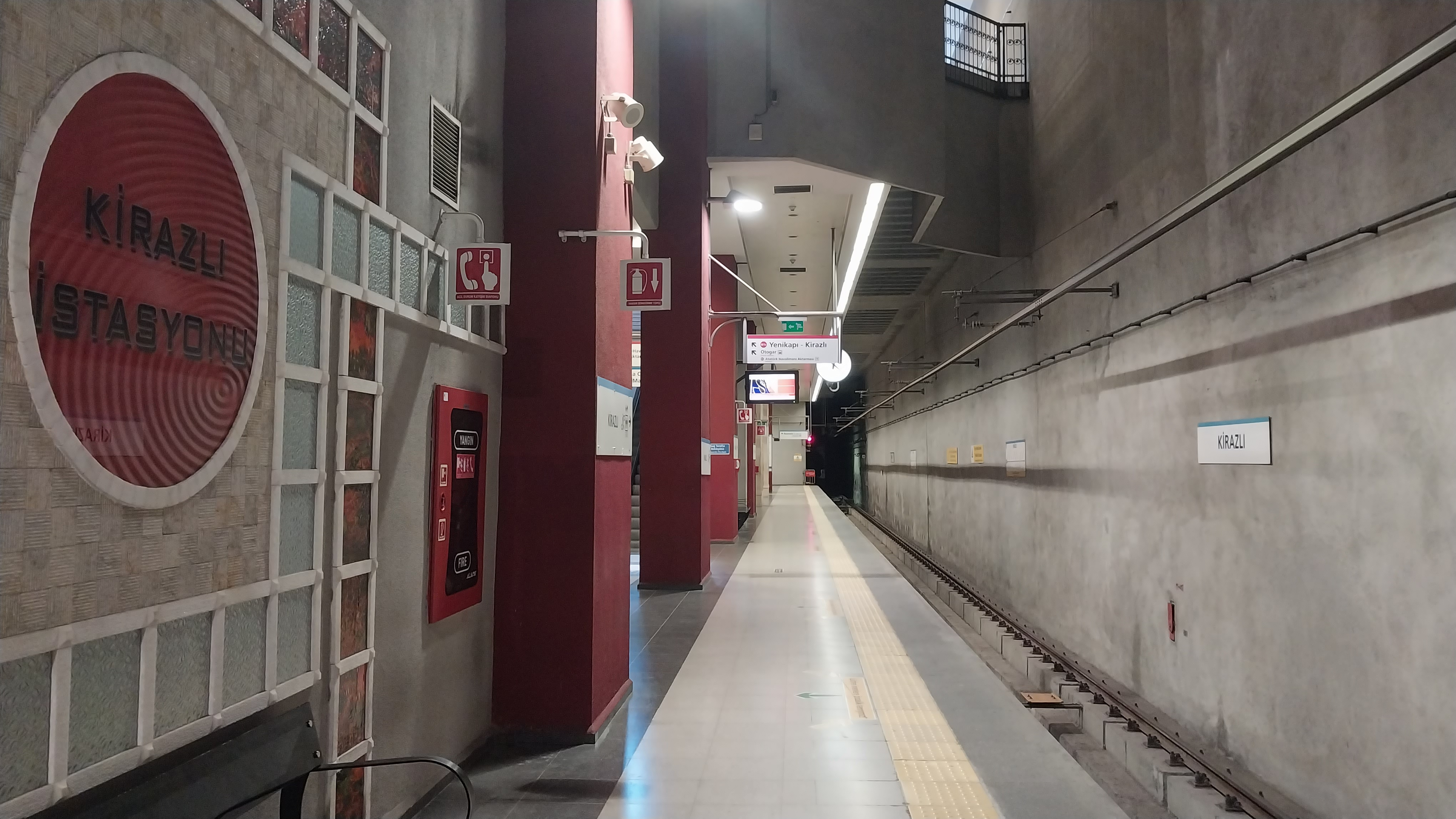
Un quai de la station Kirazlı en 2022.
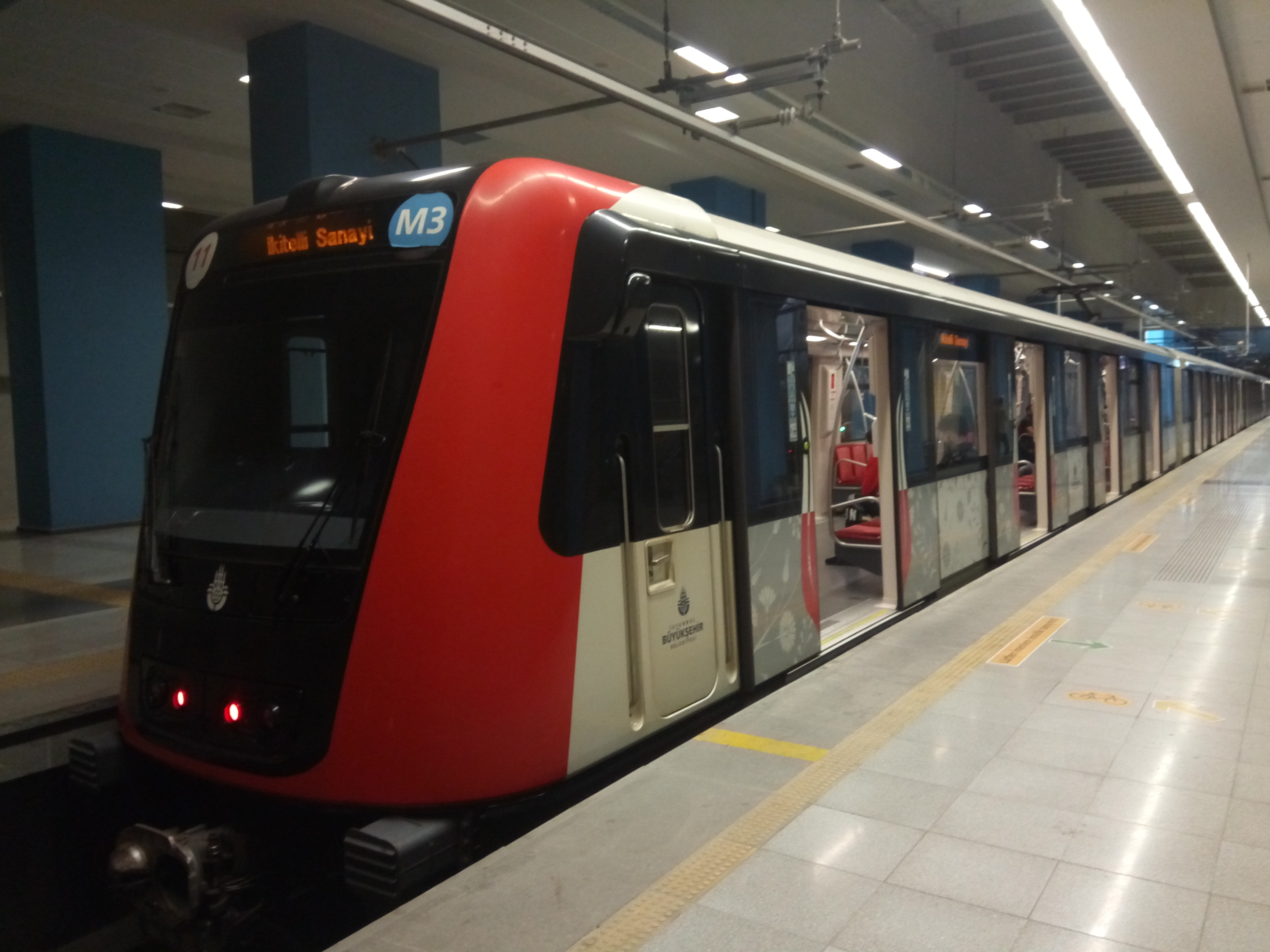
Une rame de la ligne, en 2020.
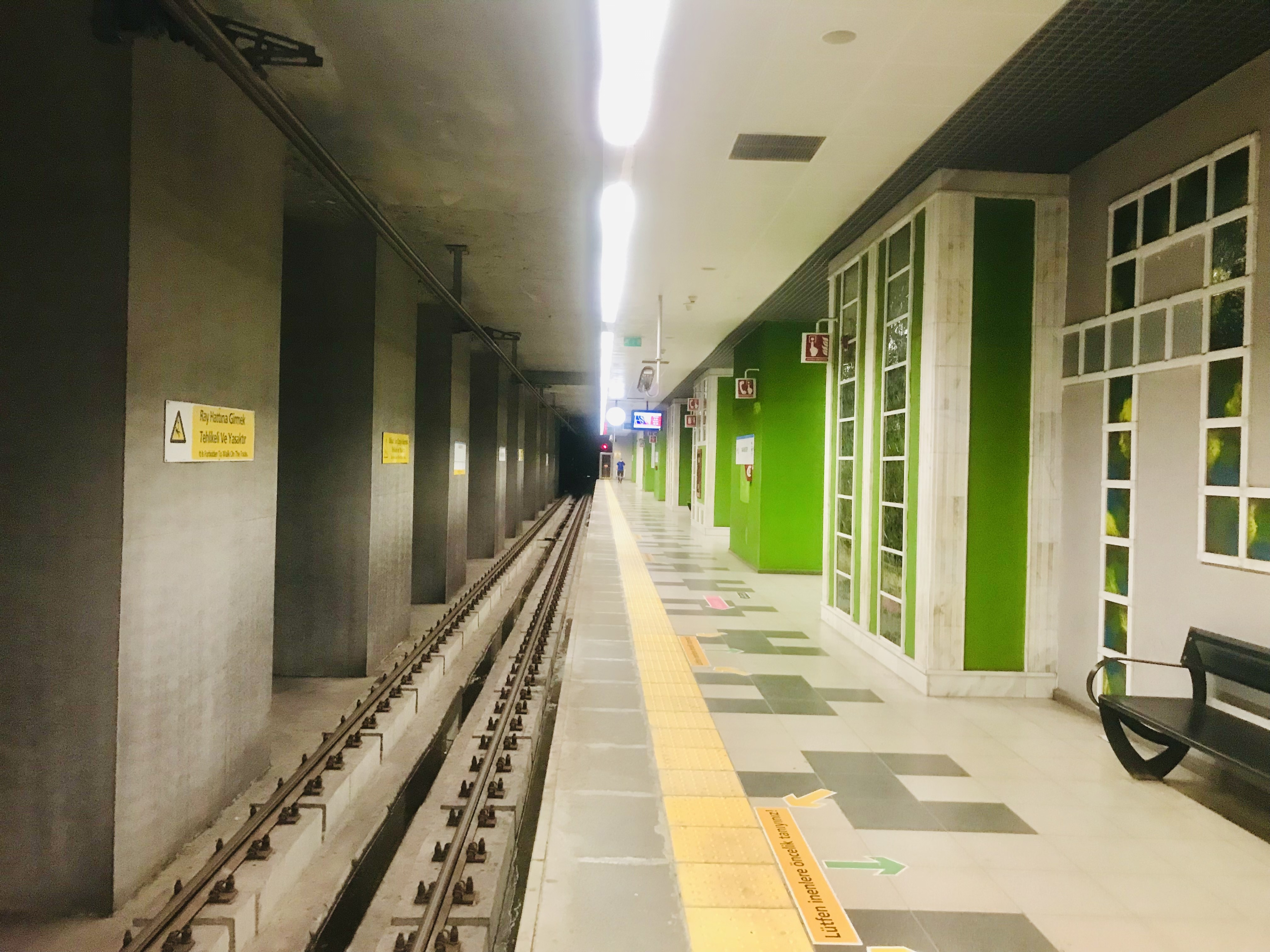
Un quai de la station Mahmutbey, en 2021.
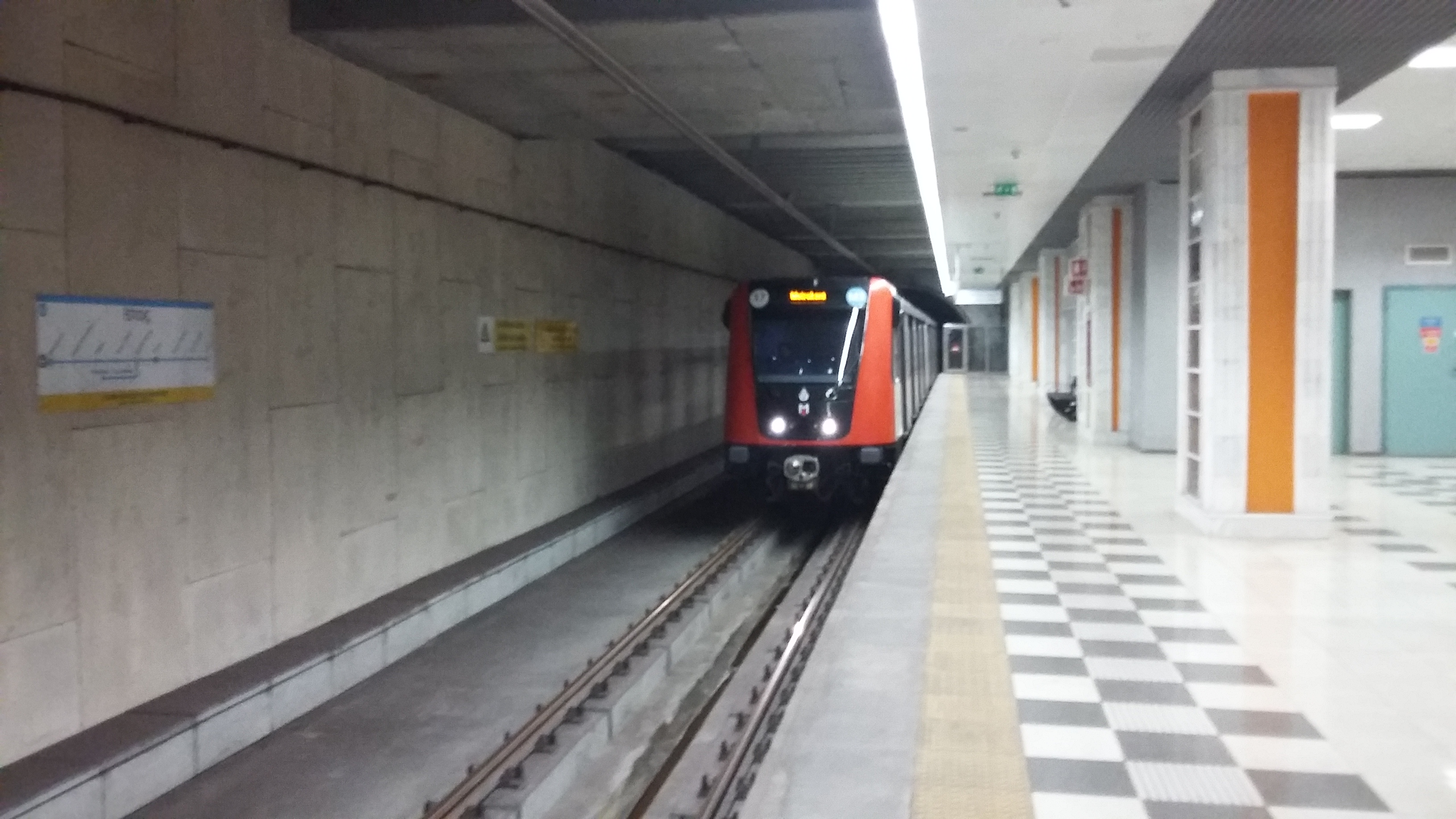
Une rame à la station İstoç, en 2017.

### Ligne M4

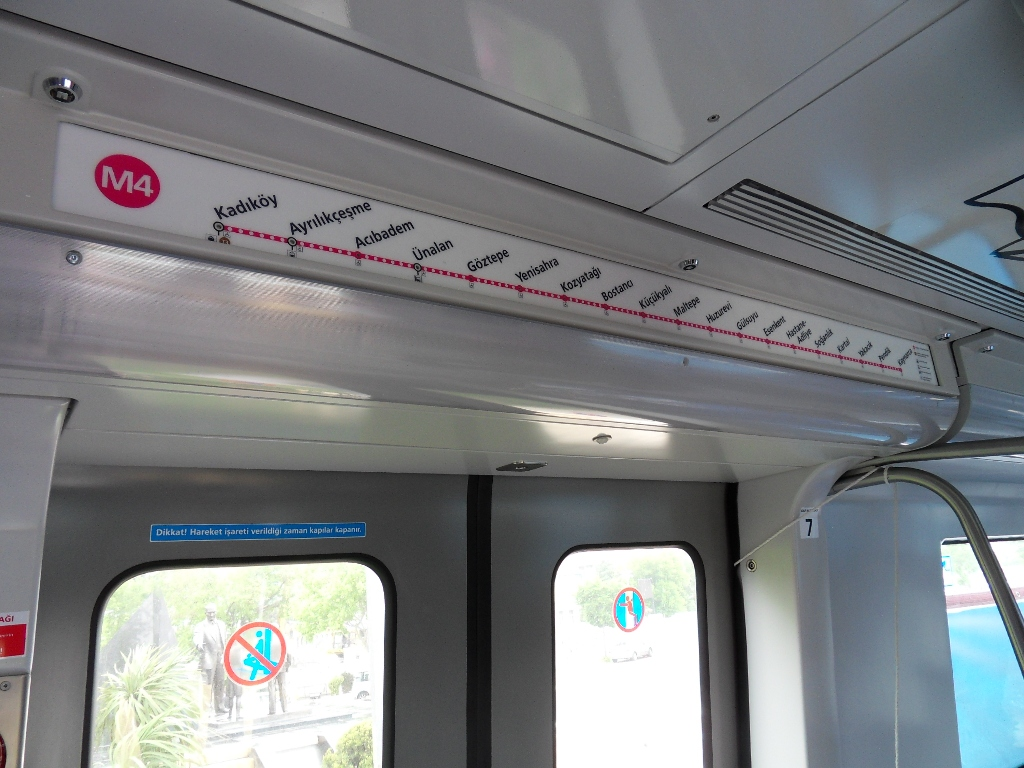
Schéma de la ligne dans une rame, en 2011.
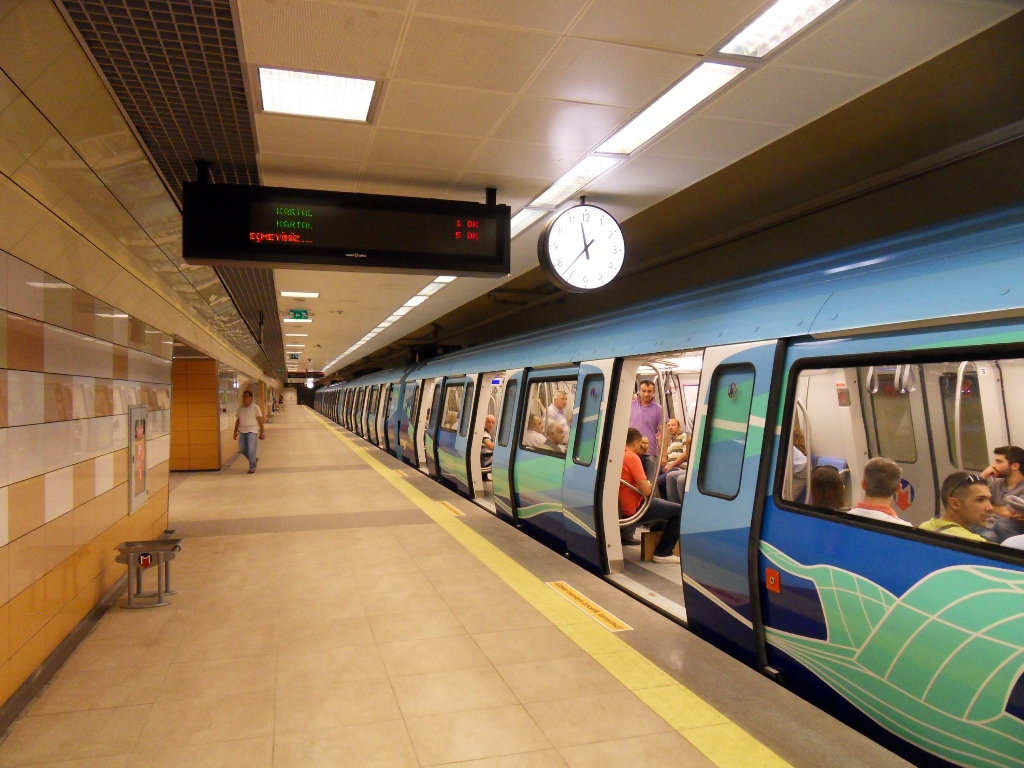
Une rame à la station Yenisahra, en 2012.
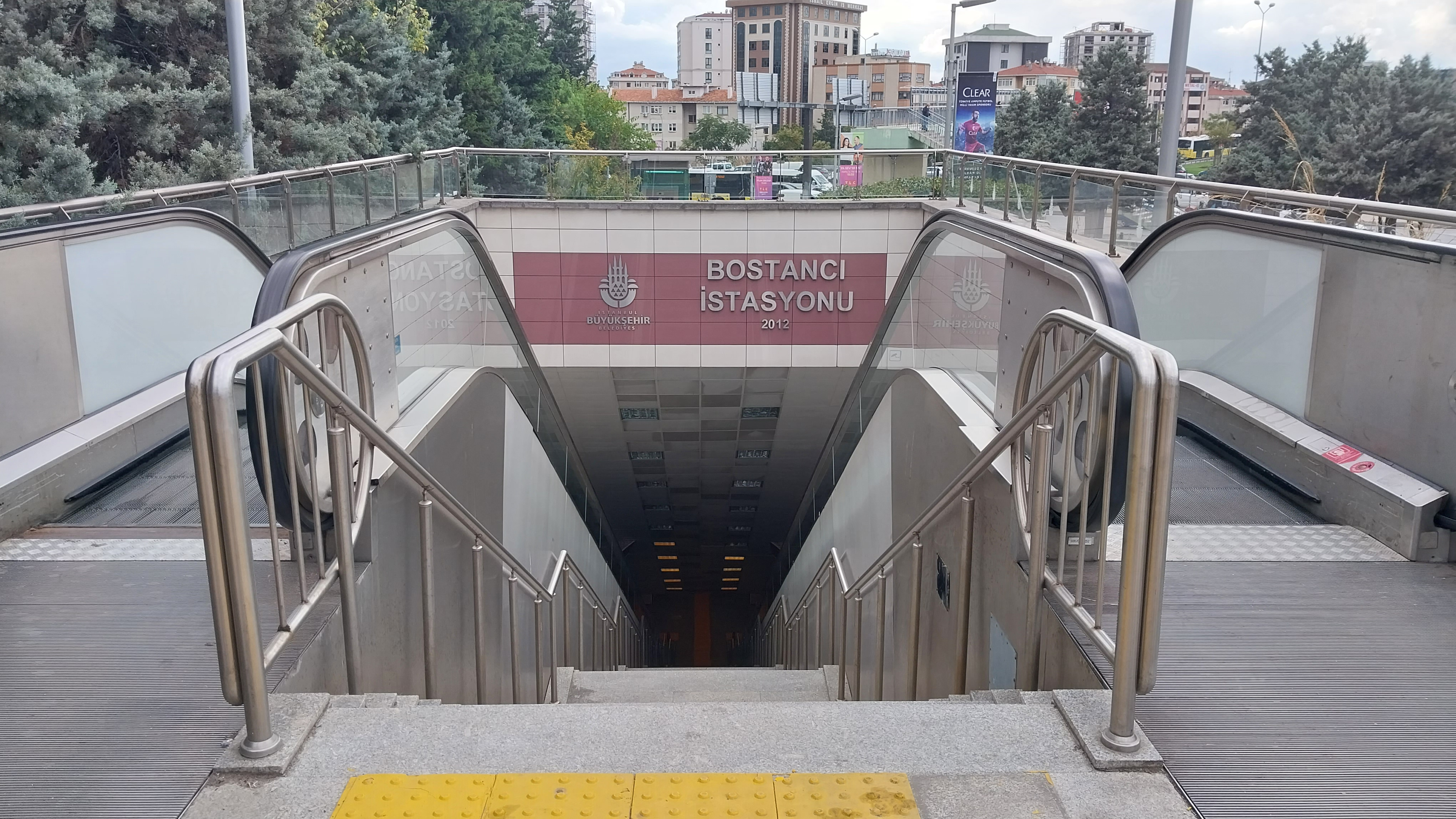
Une entrée de la station Bostancı, en 2022.
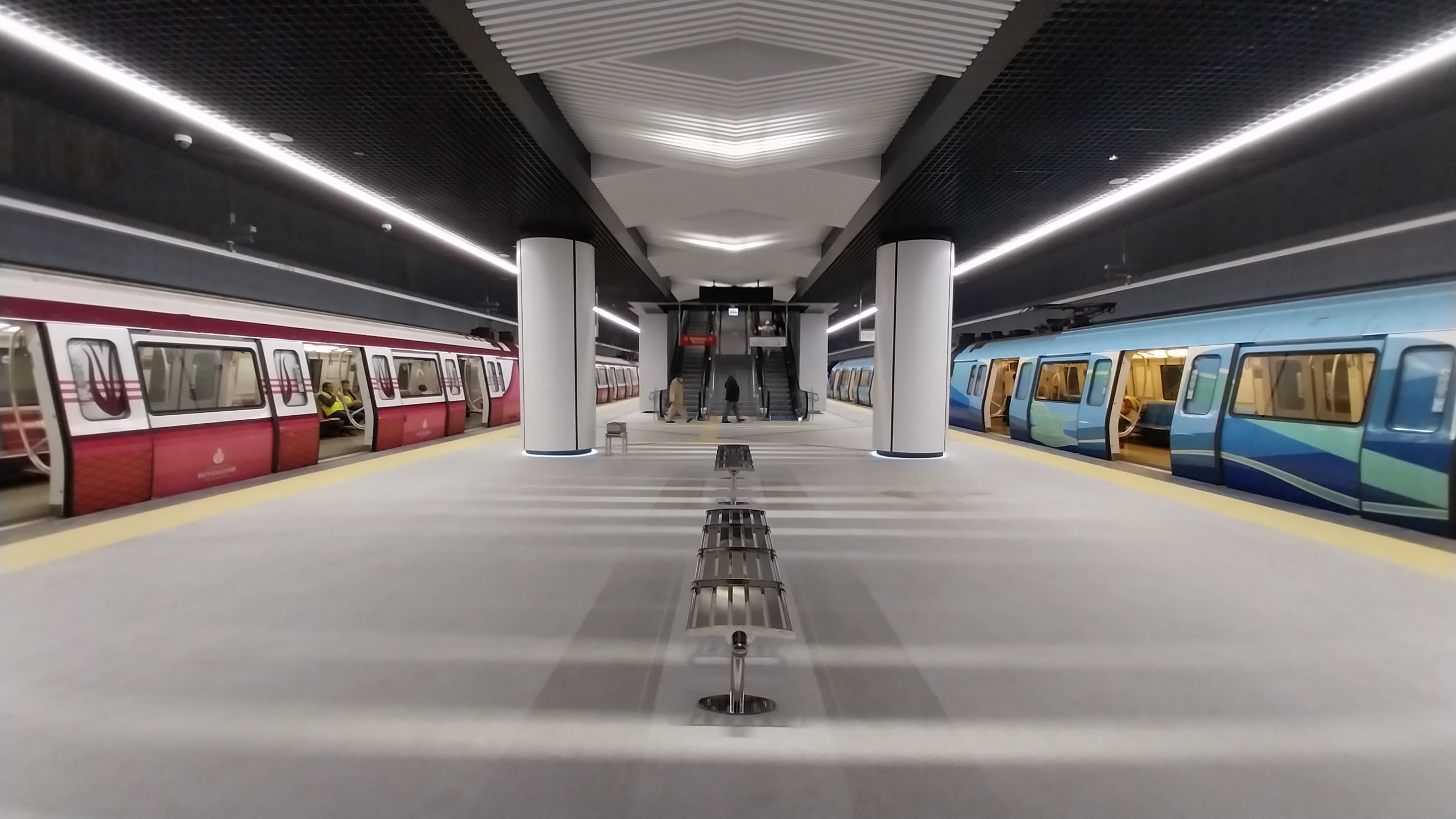
Le quai central à la station Sabiha Gökçen Havalimanı qui dessert l'aéroport international Sabiha-Gökçen, en 2022.

### Ligne M5

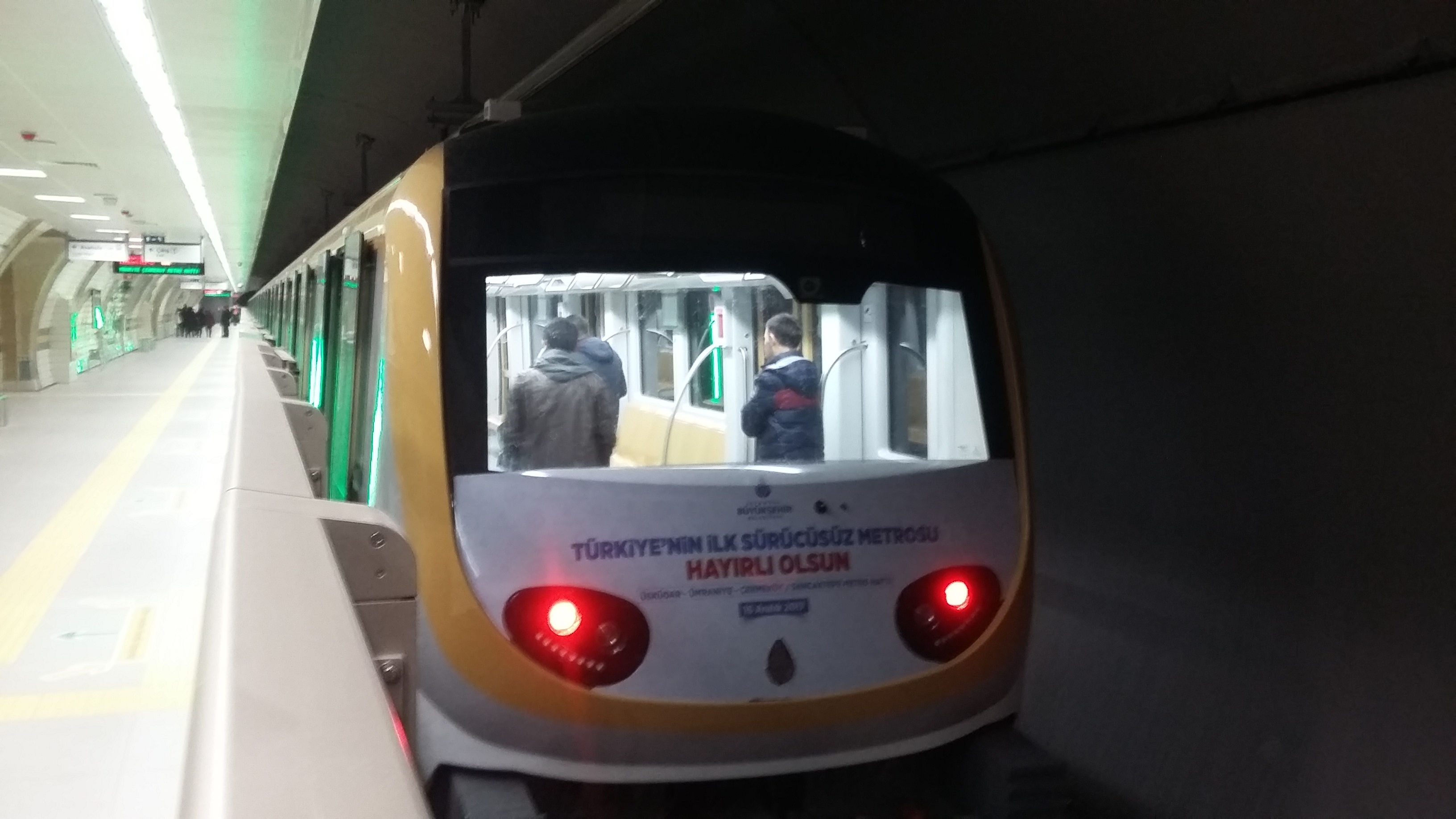
Une rame à la station Kısıklı, en 2017.
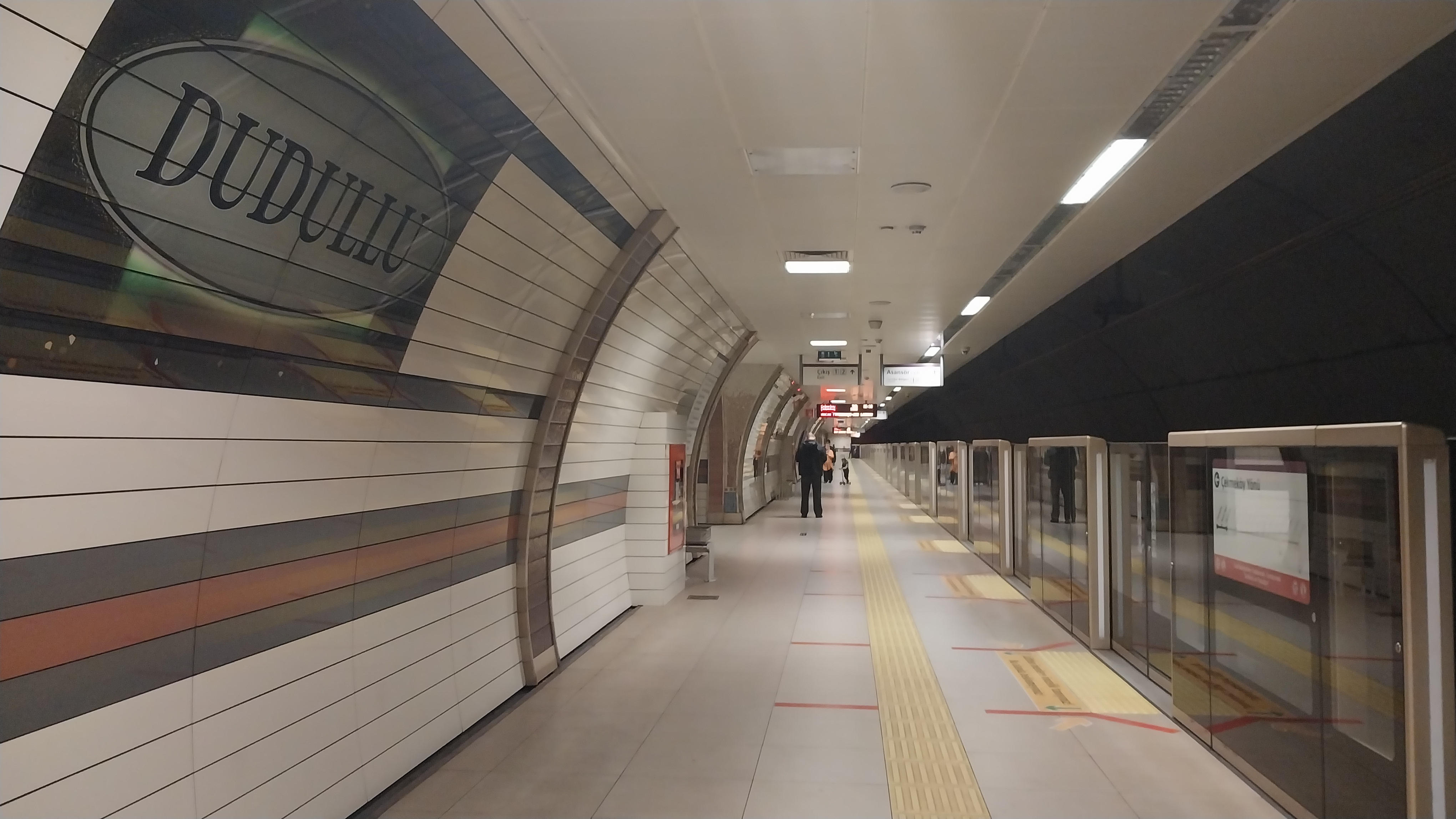
Un quai à la station Dudullu en 2022.
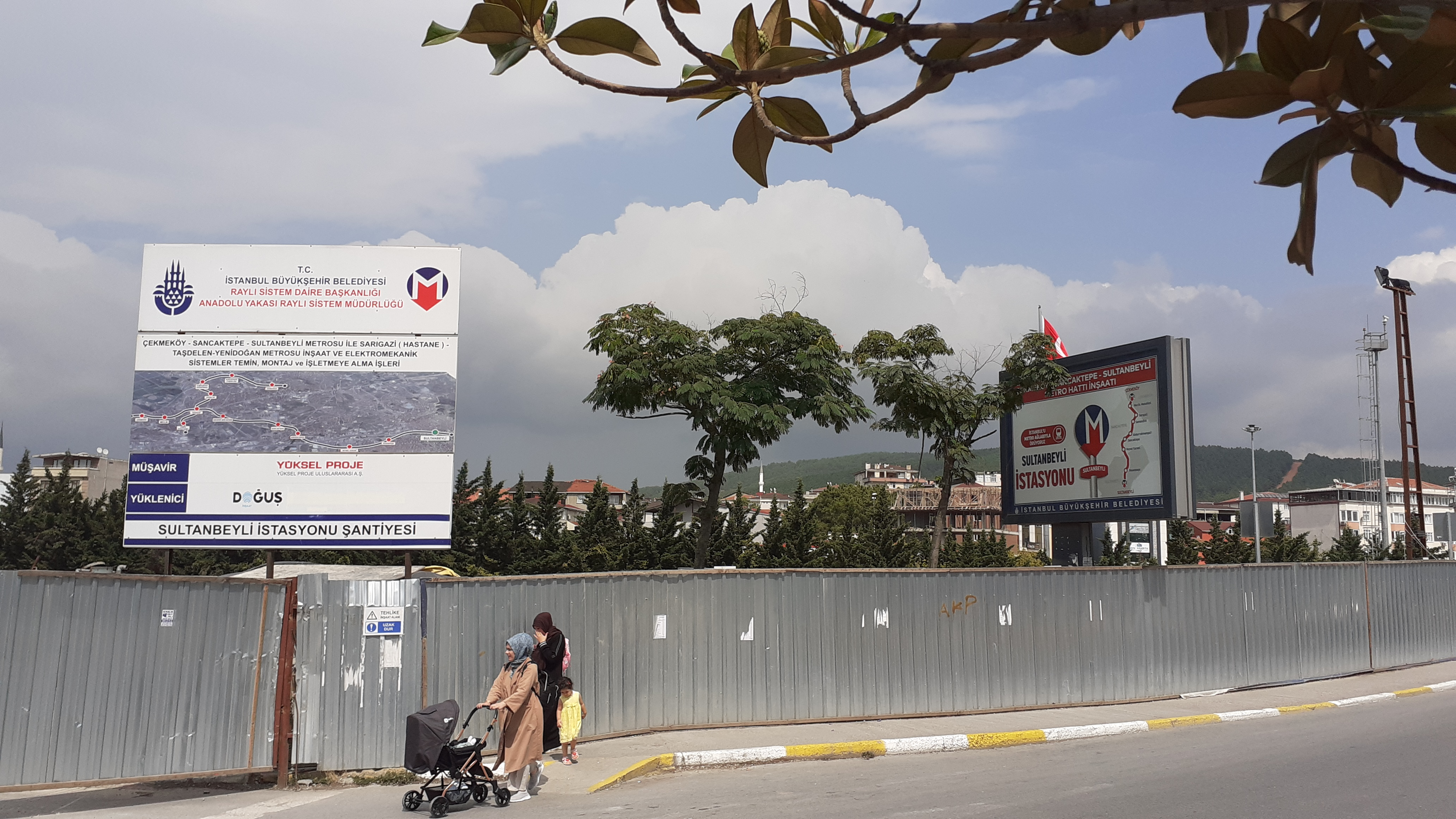
Travaux de construction de la station Sultanbeyli, en août 2022.
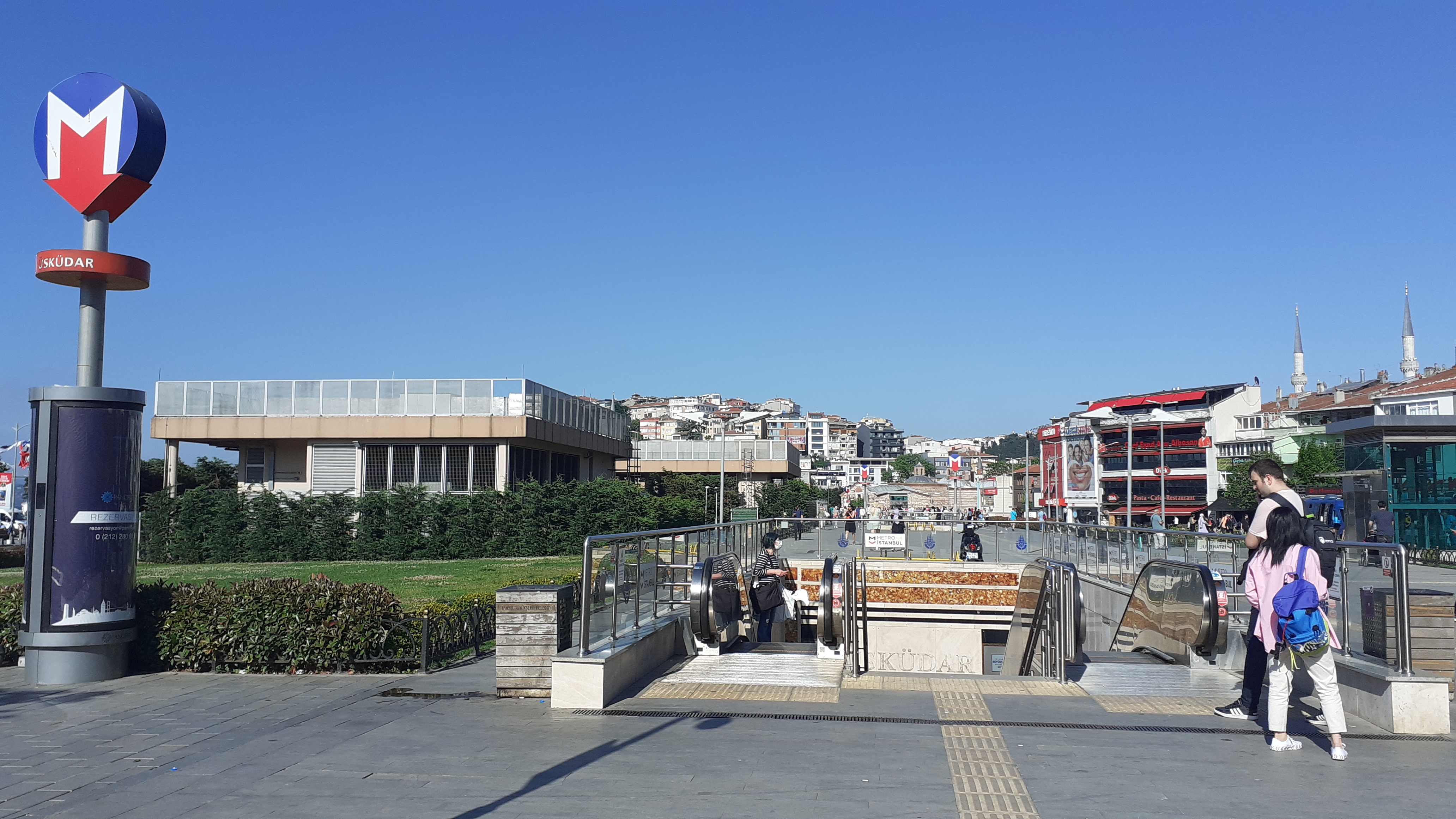
Une entrée de la station Üskudar, en 2022.

### Ligne M6

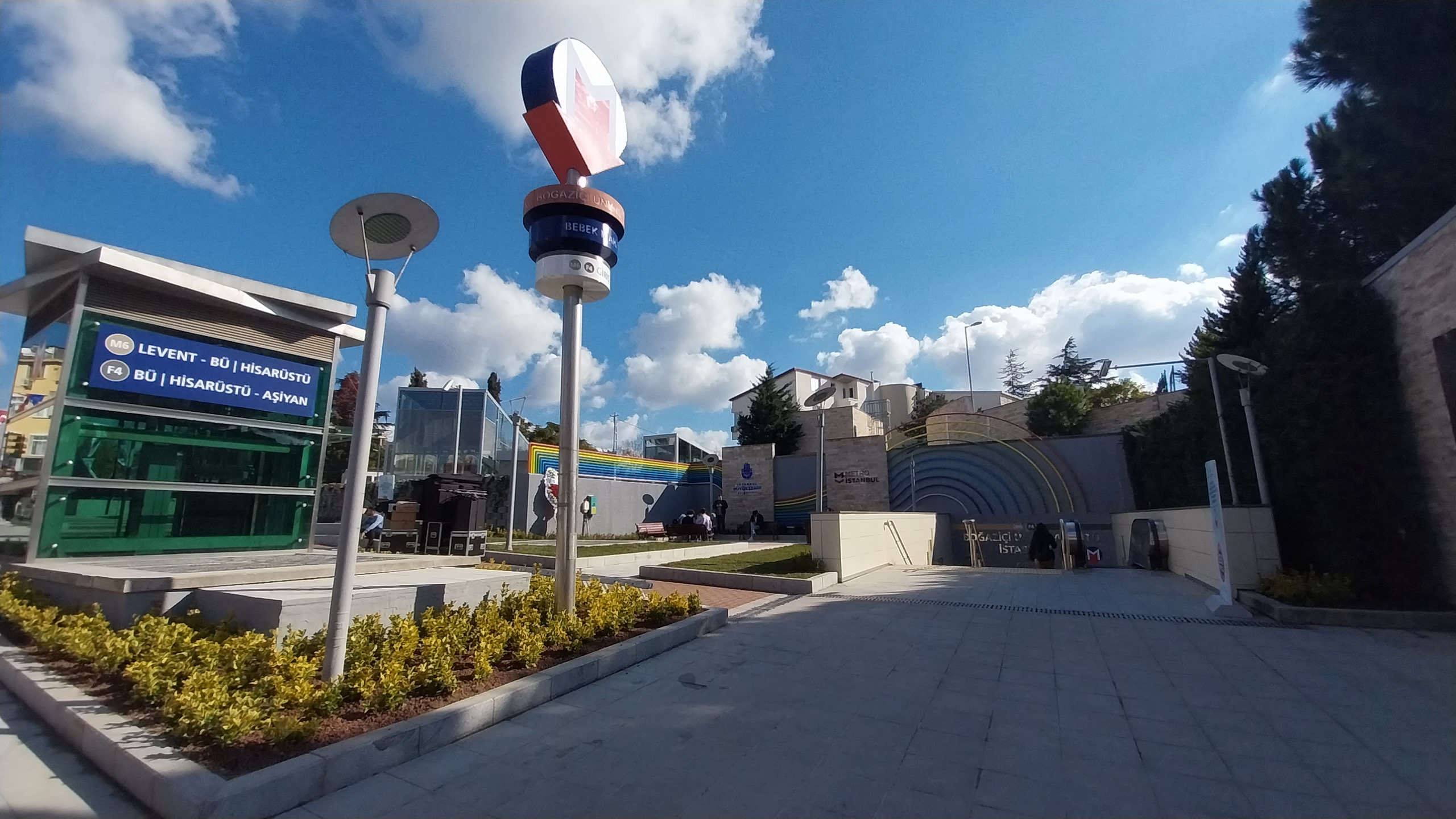
Une entrée de la station Boğaziçi Üniversitesi - Hisarüstü, en 2022.
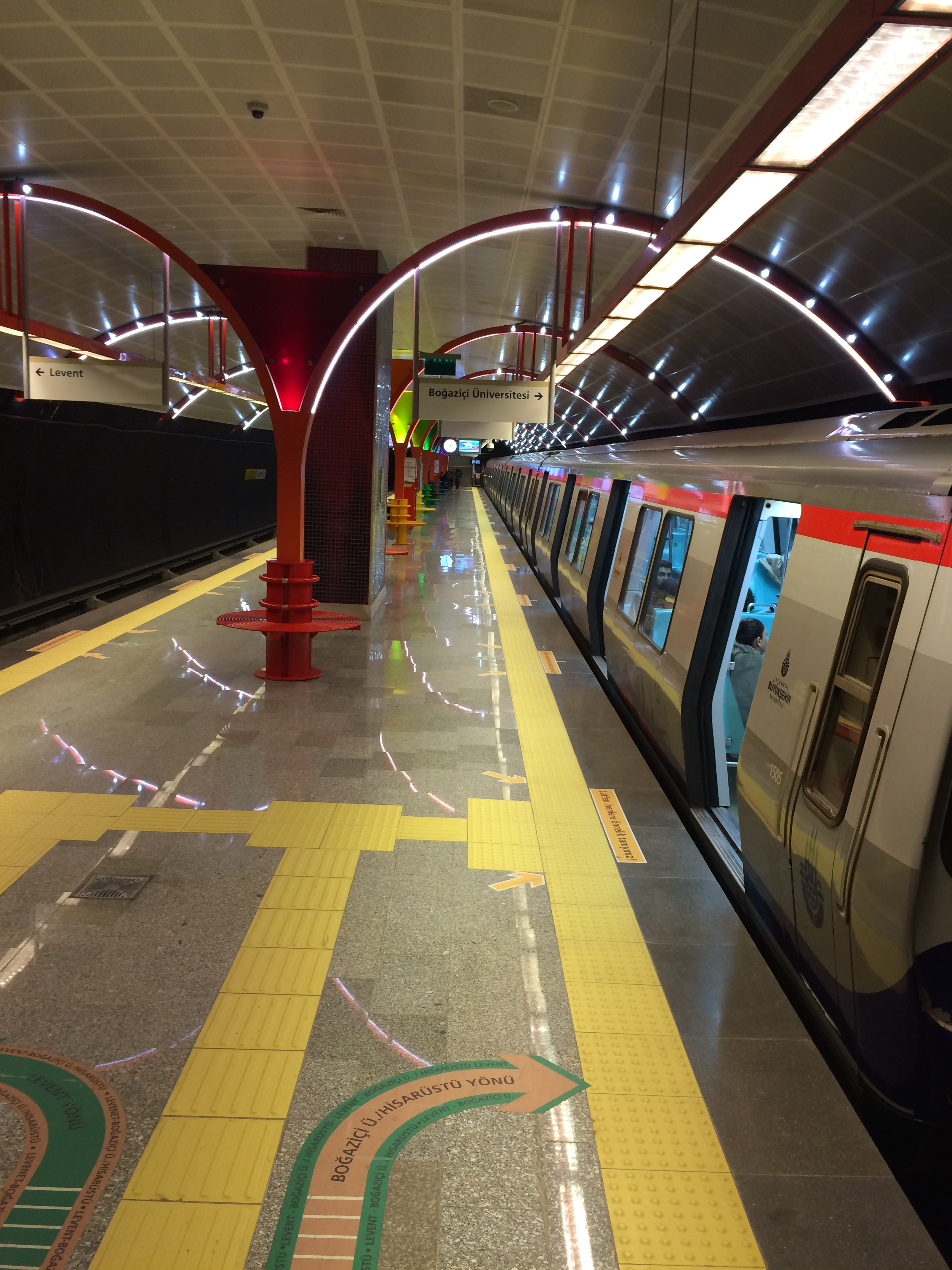
Une rame à quai à la station Nispetiye, en 2016.
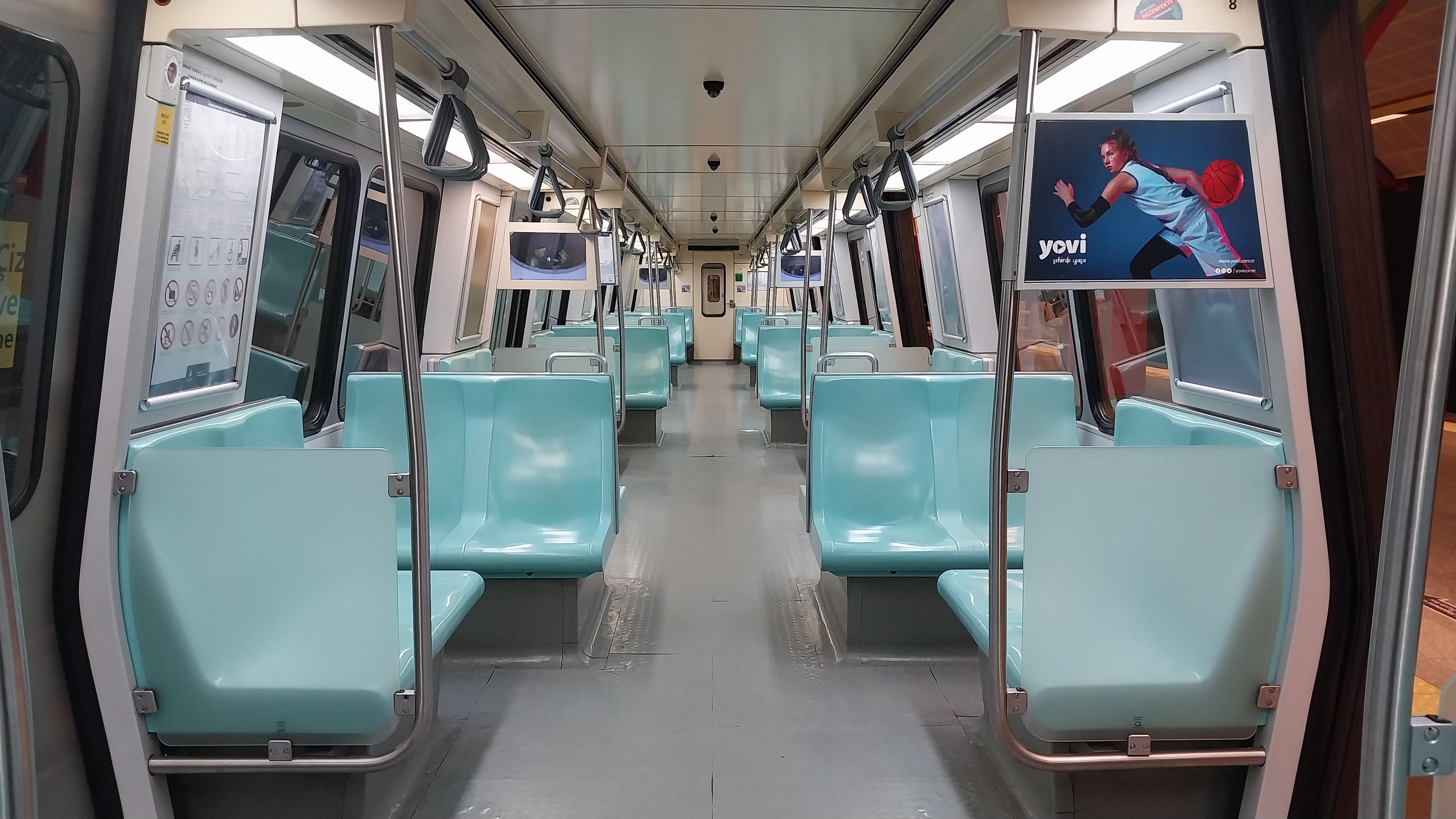
L'intérieur d'une rame du constructeur Alstom, en 2023.
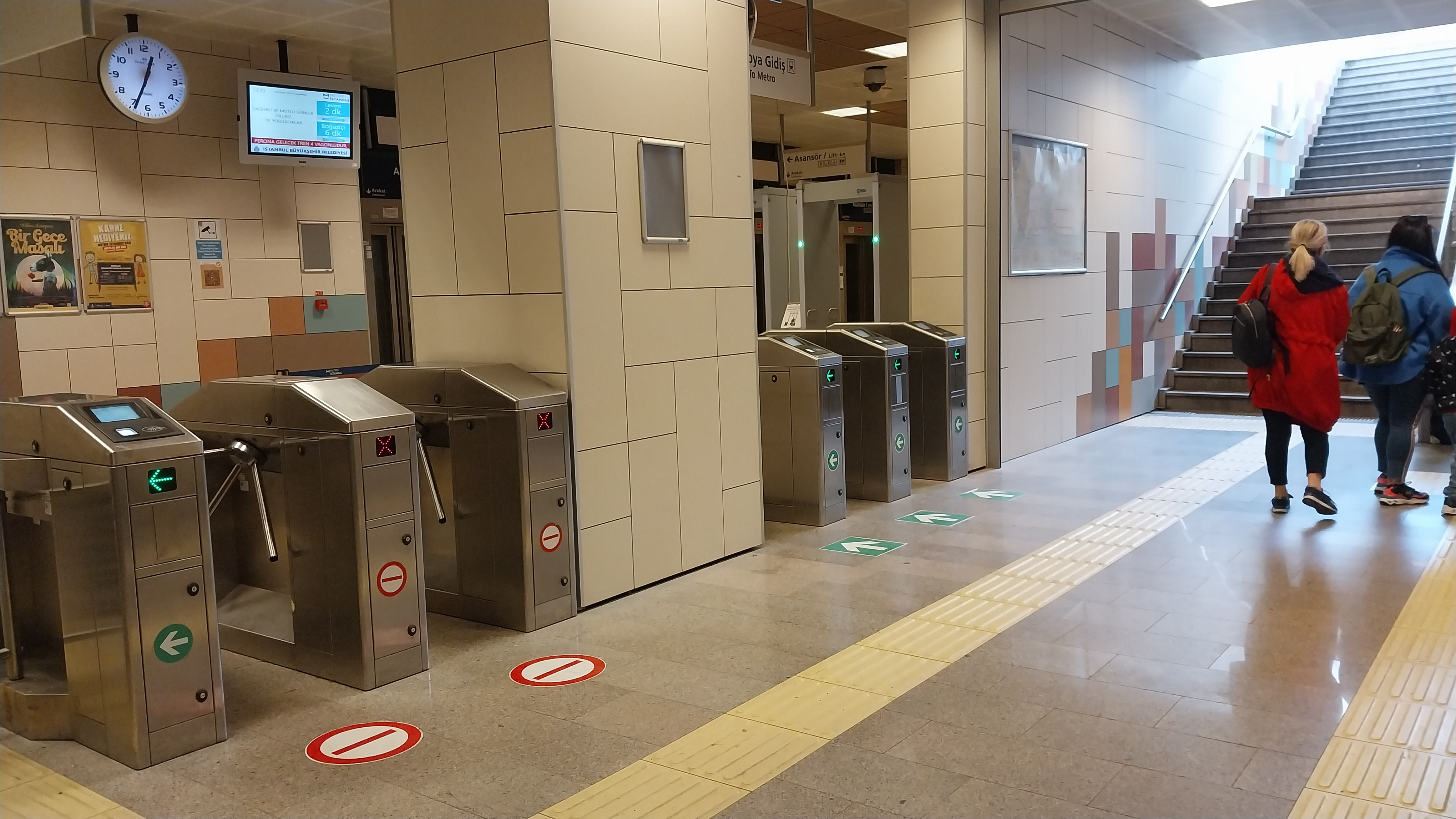
Portiques d'accès aux quai à la station Etiler, en 2023.

### Ligne M7

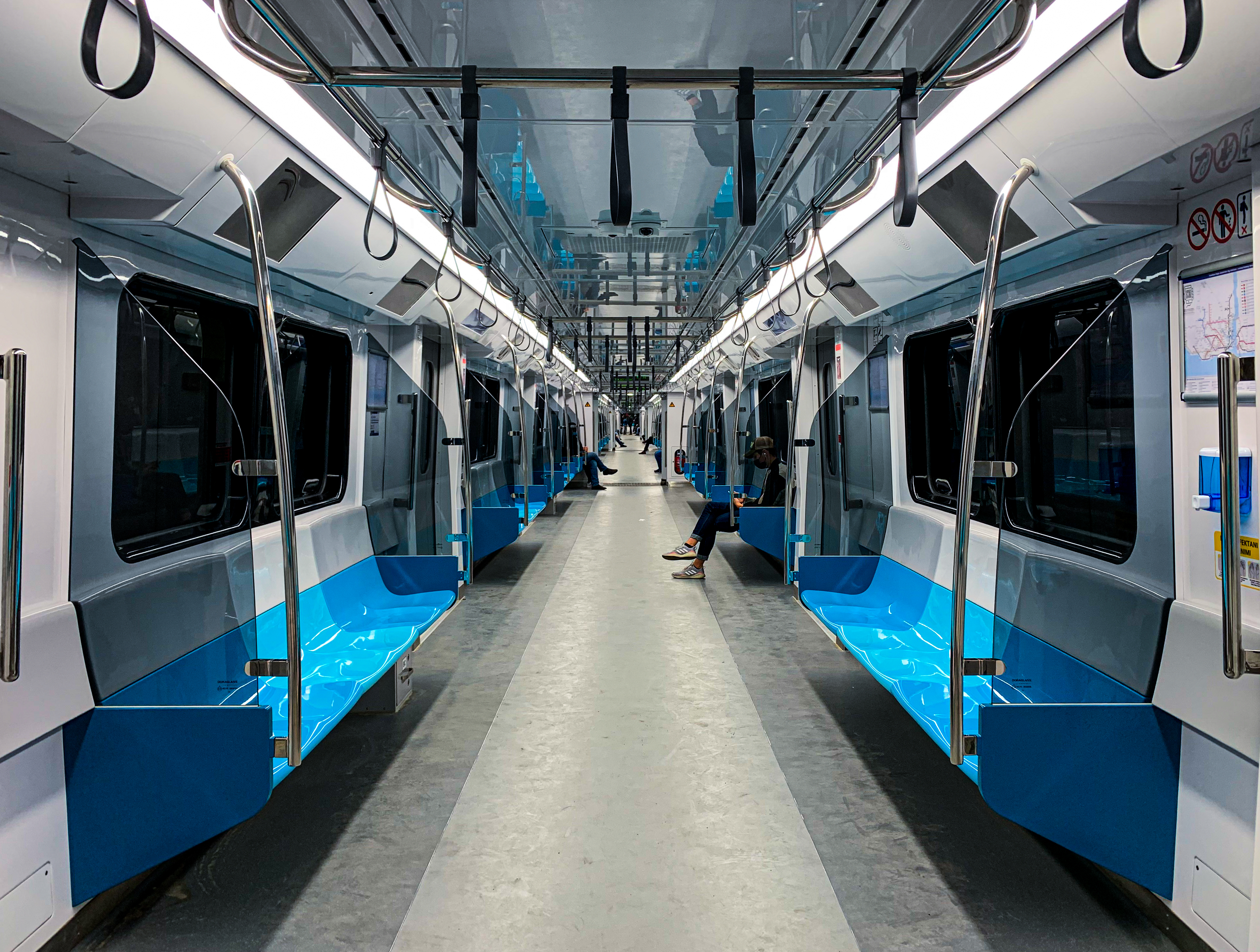
L'intérieur d'une rame automatique en 2020.
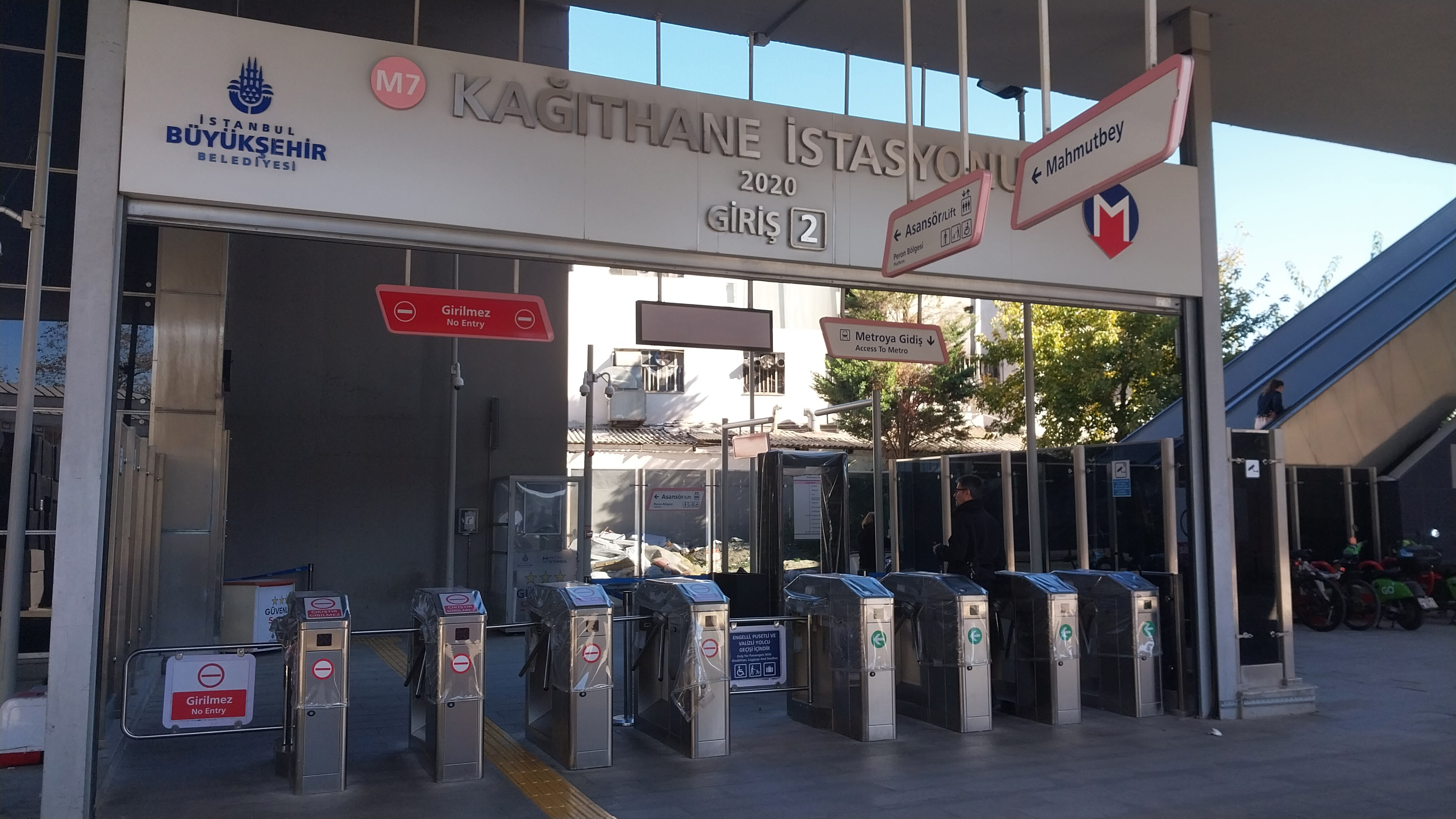
Les portillons d'accès à la station Kâğıthane, en 2022.
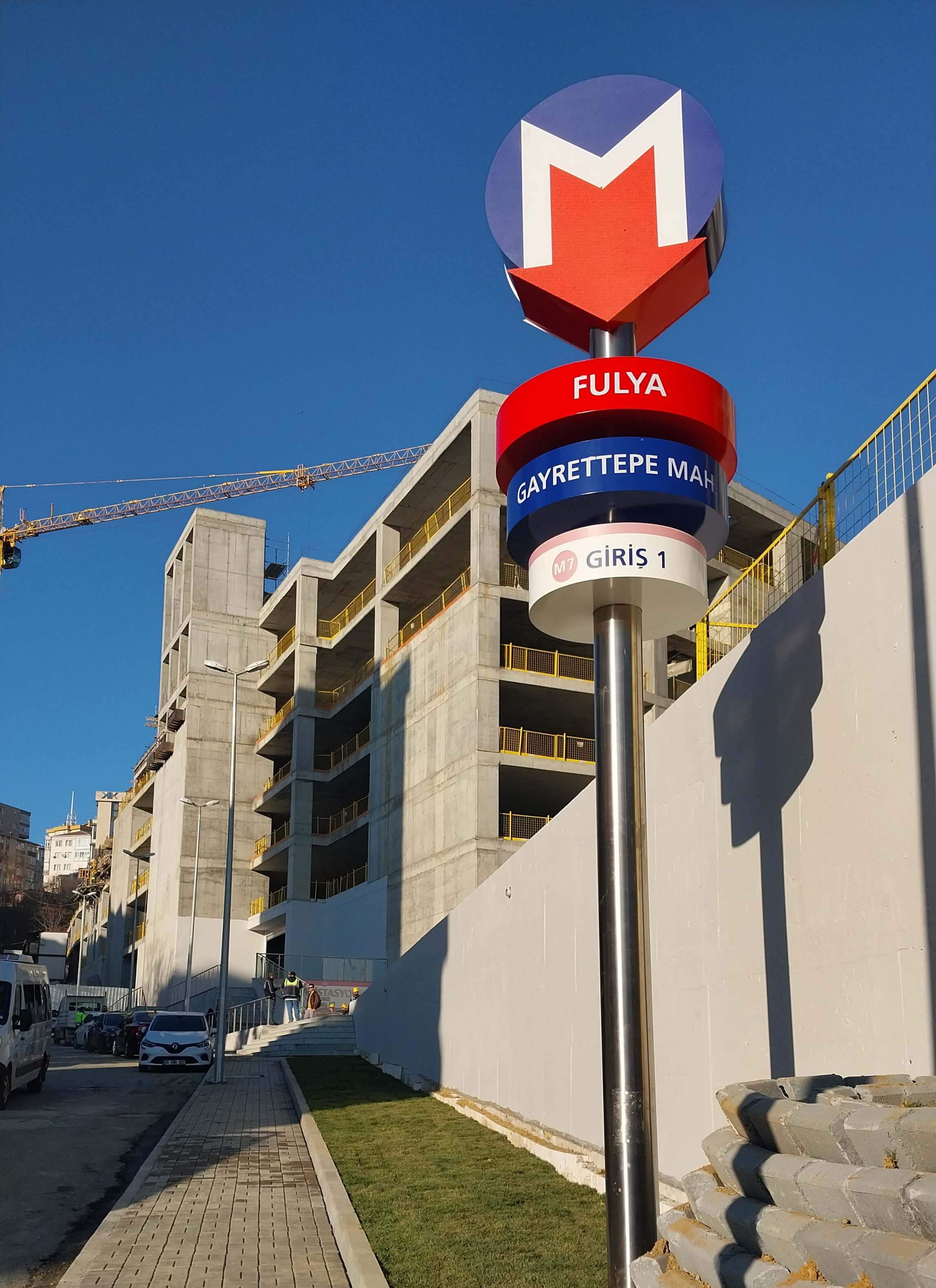
Un totem d'entrée à la station Fulya, en 2023.
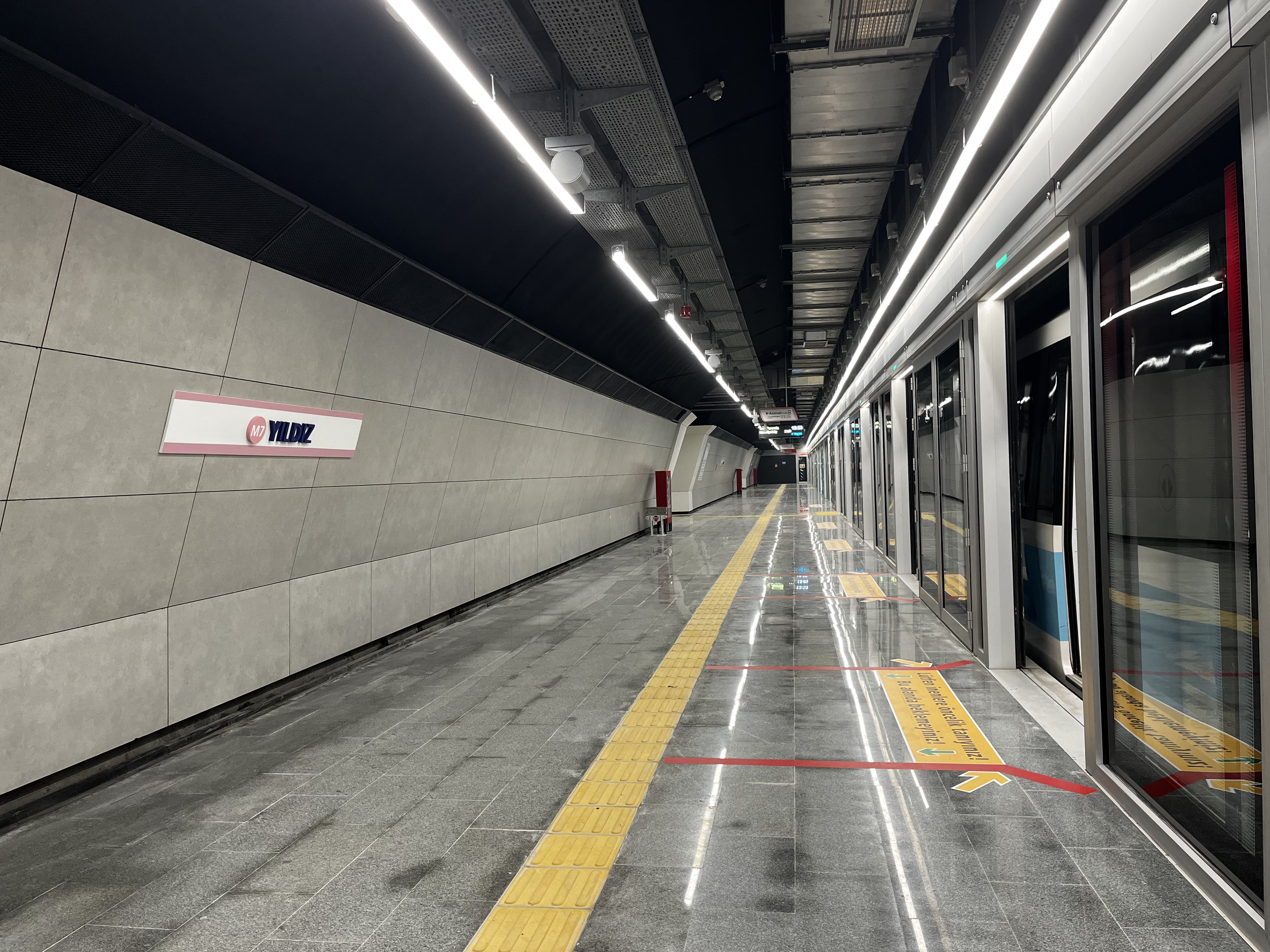
Un quai à la station Yıldız, en 2023.

### Ligne M8

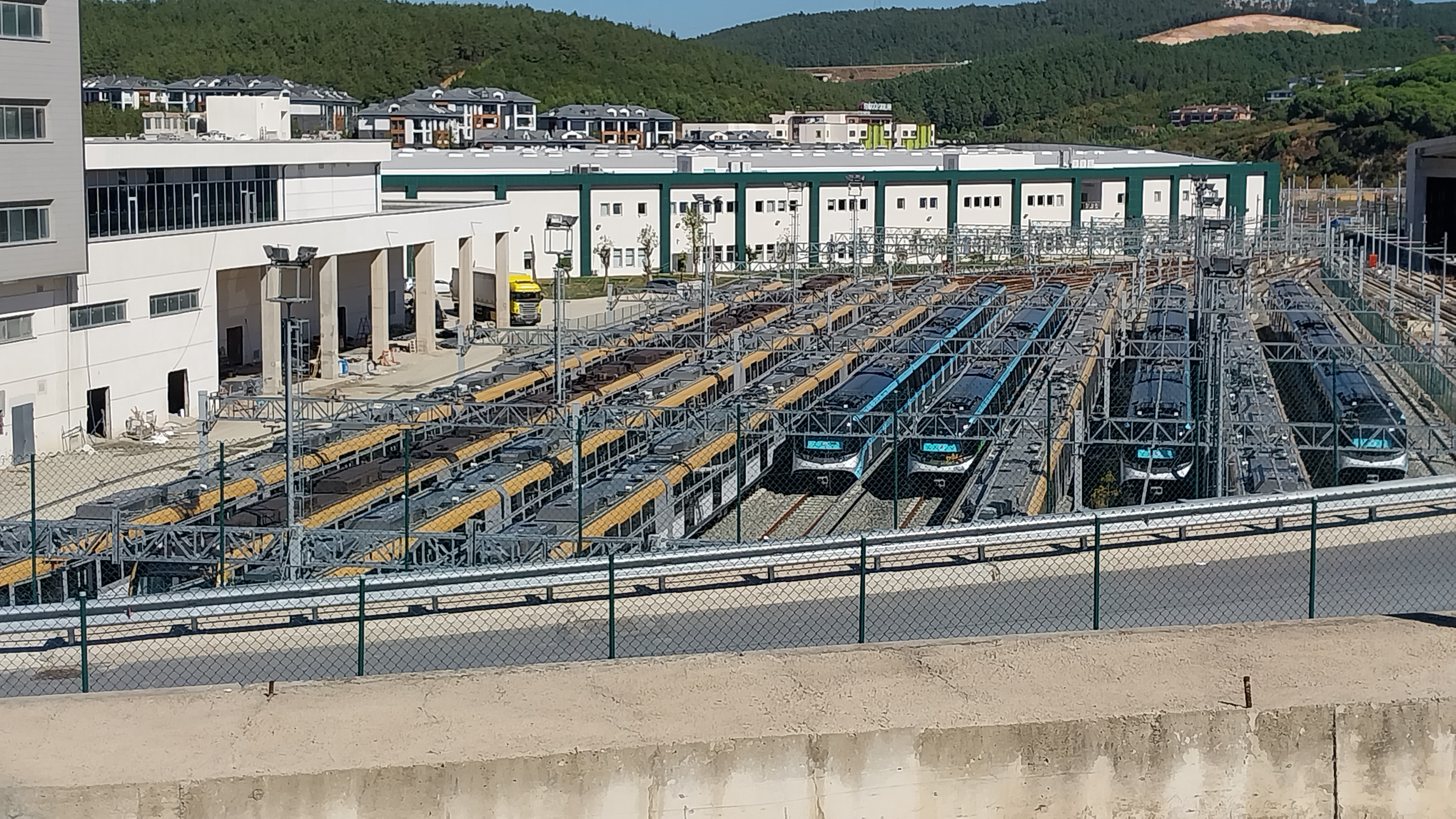
Des rames des lignes 5 et 8 au dépôt, en septembre 2022.
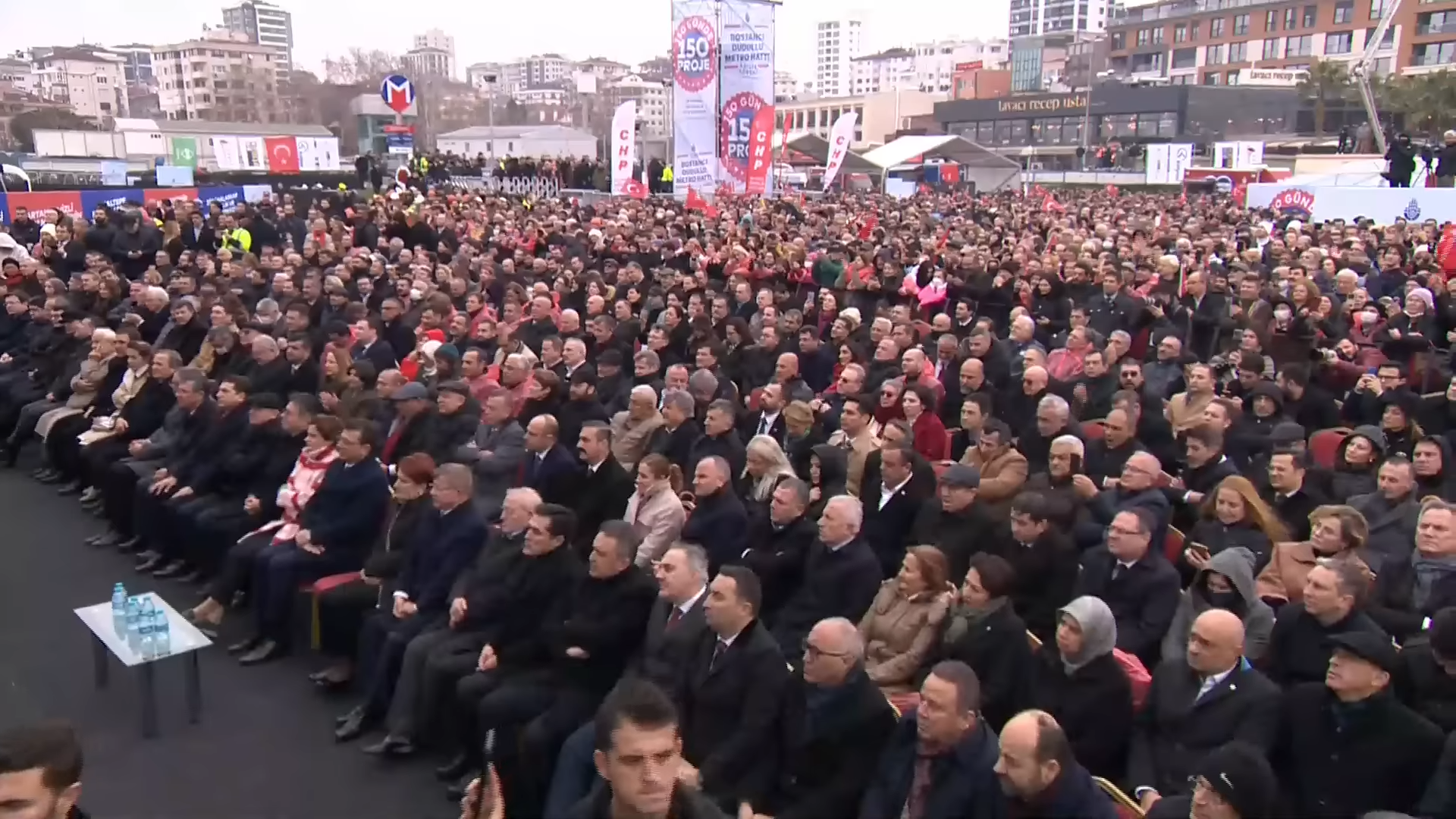
Cérémonie d'inauguration de la ligne le 6 janvier 2023.
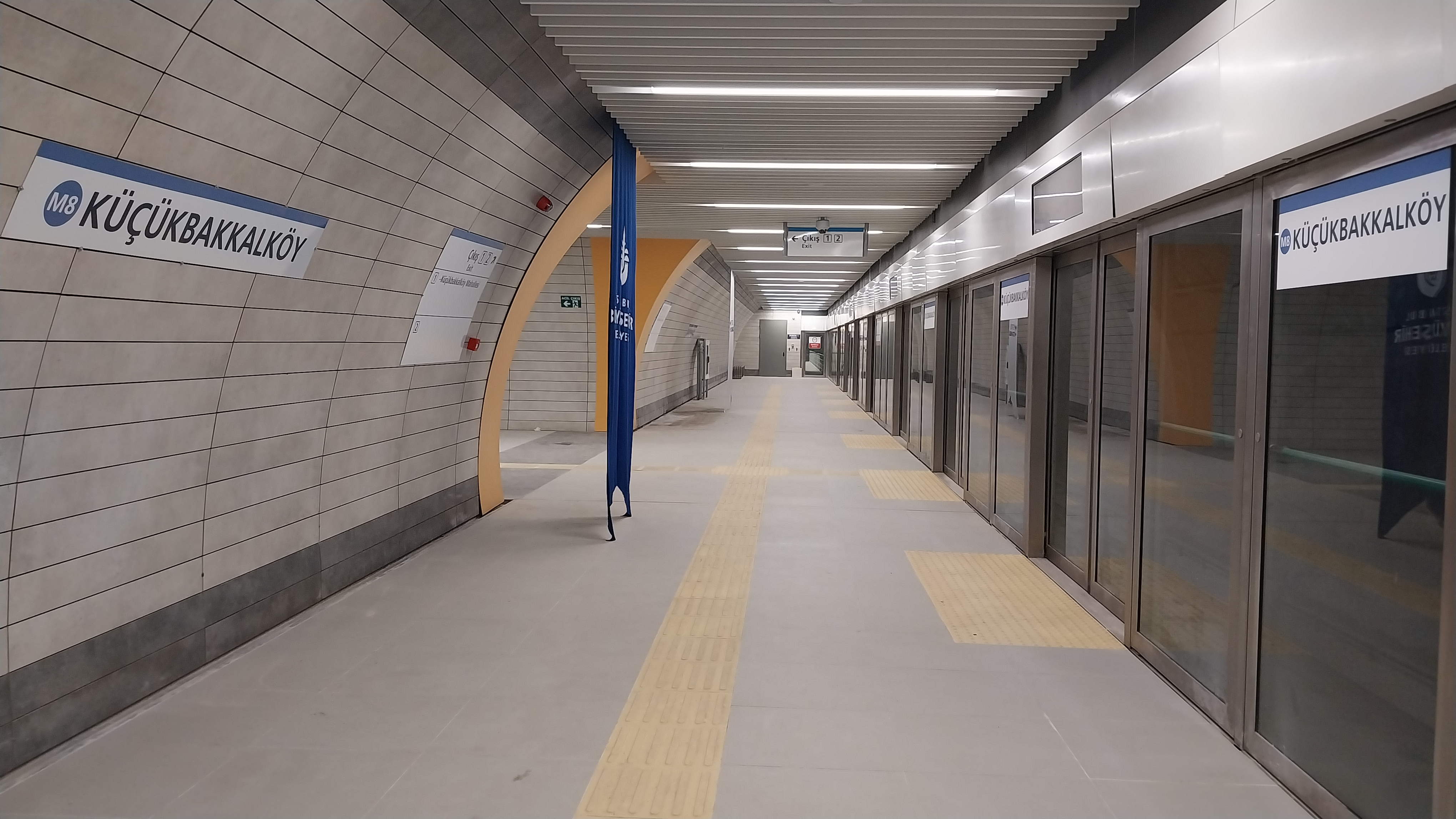
Un quai de la station Küçükbakkalköy, en 2023.
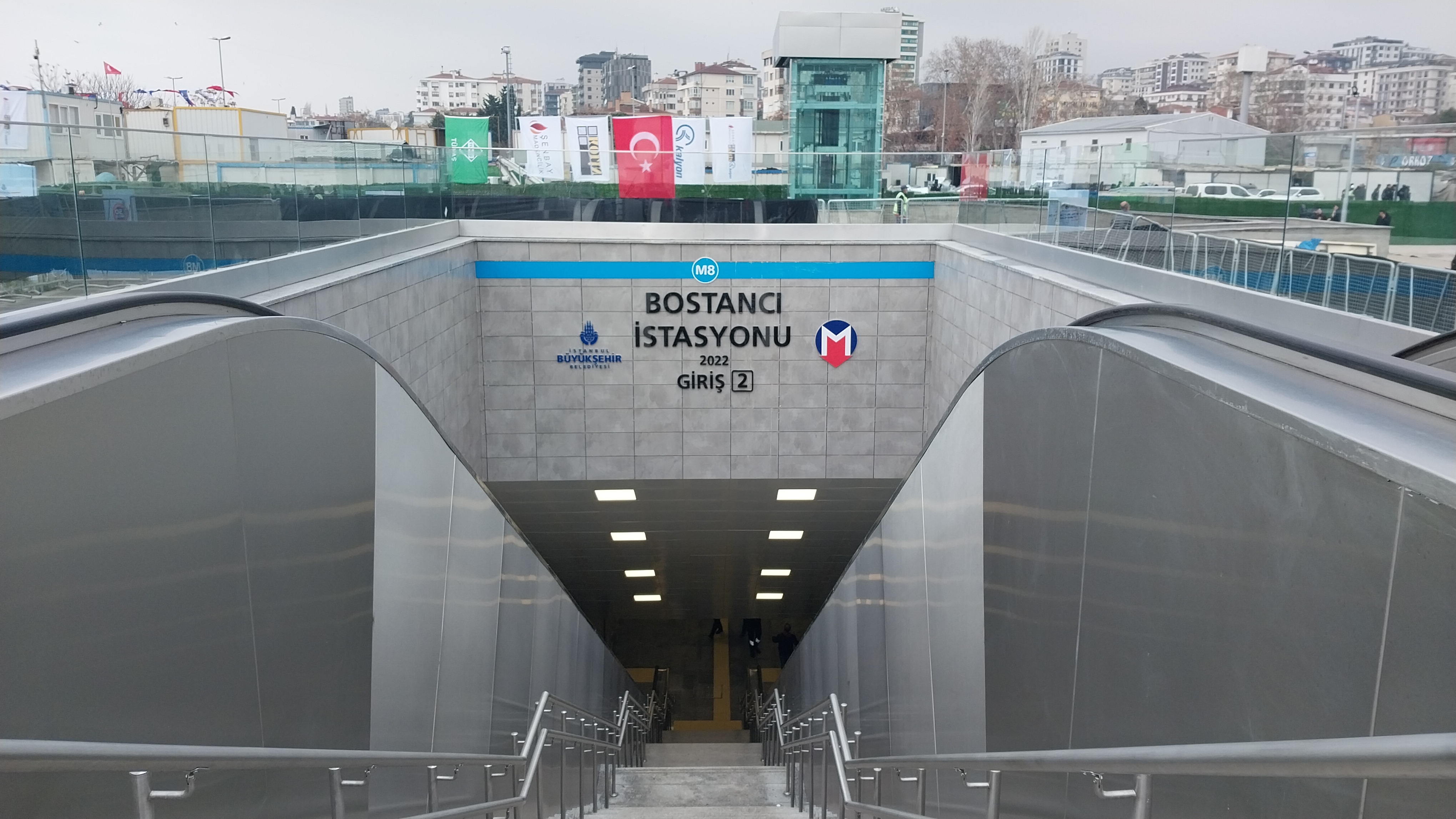
Une entrée de la station Bostancı, en 2023.

### Ligne M9

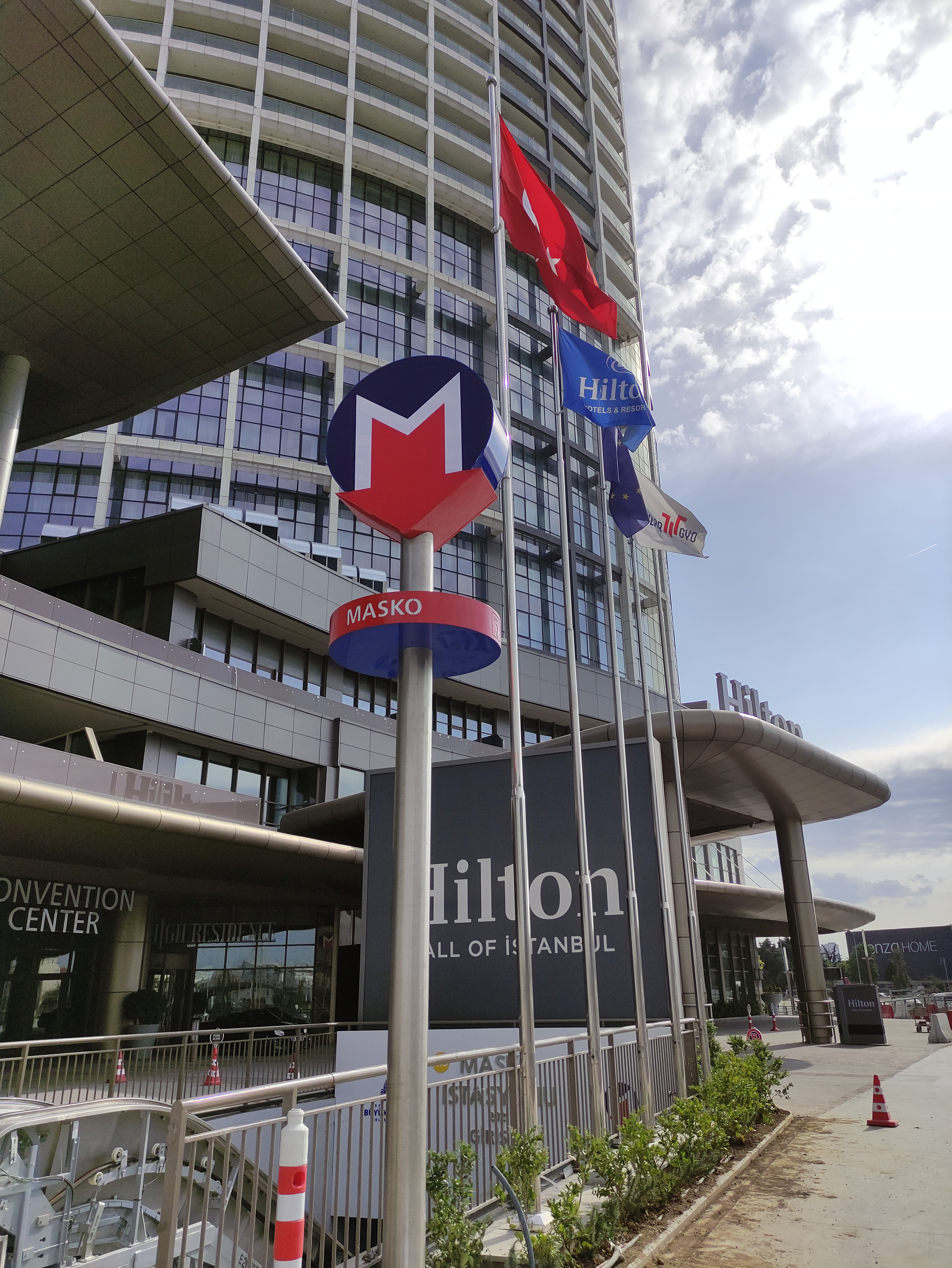
Totem d'entrée à la station MASKO, en 2021.
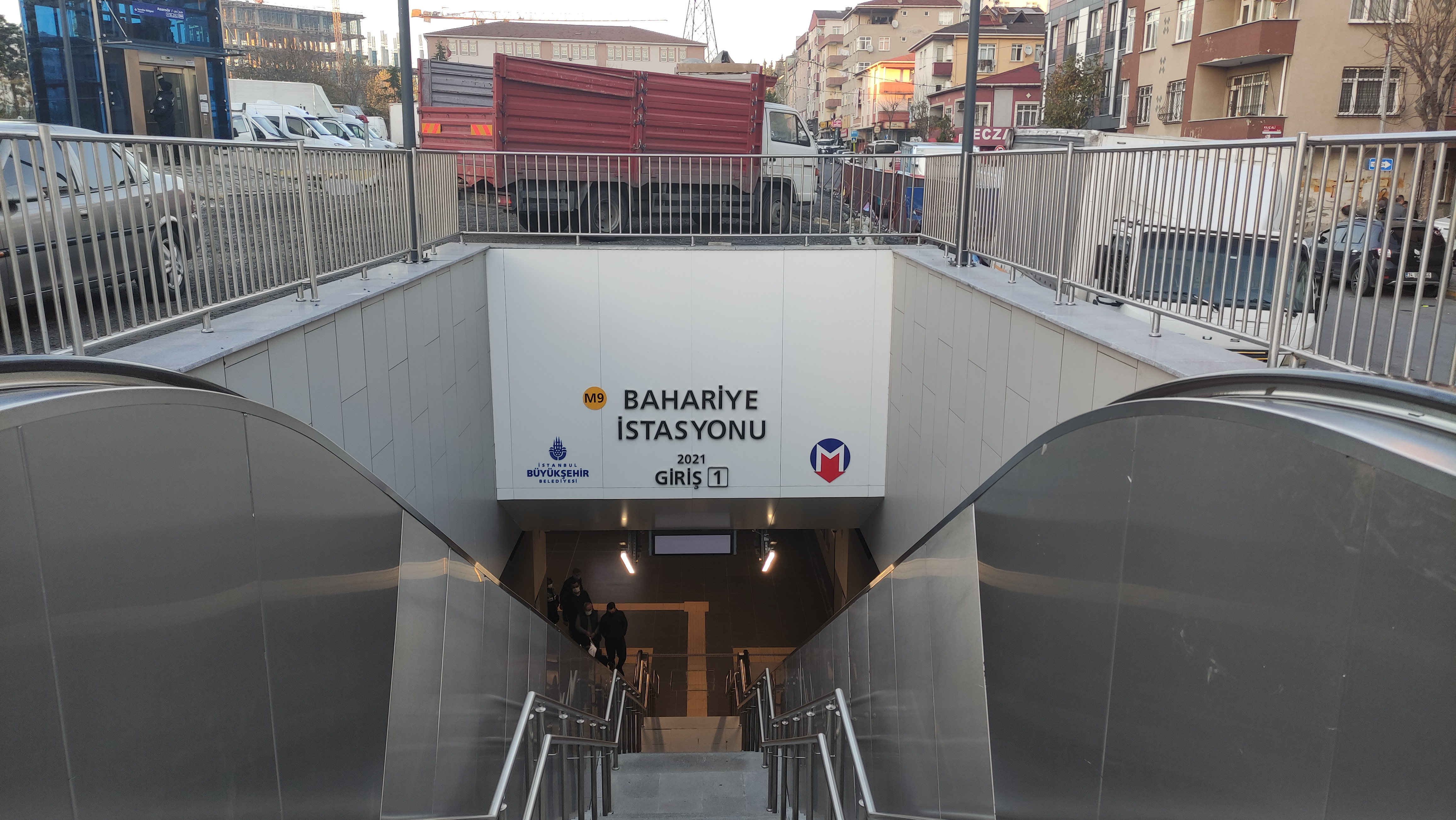
Une entrée de la station Bahariye, en 2021.
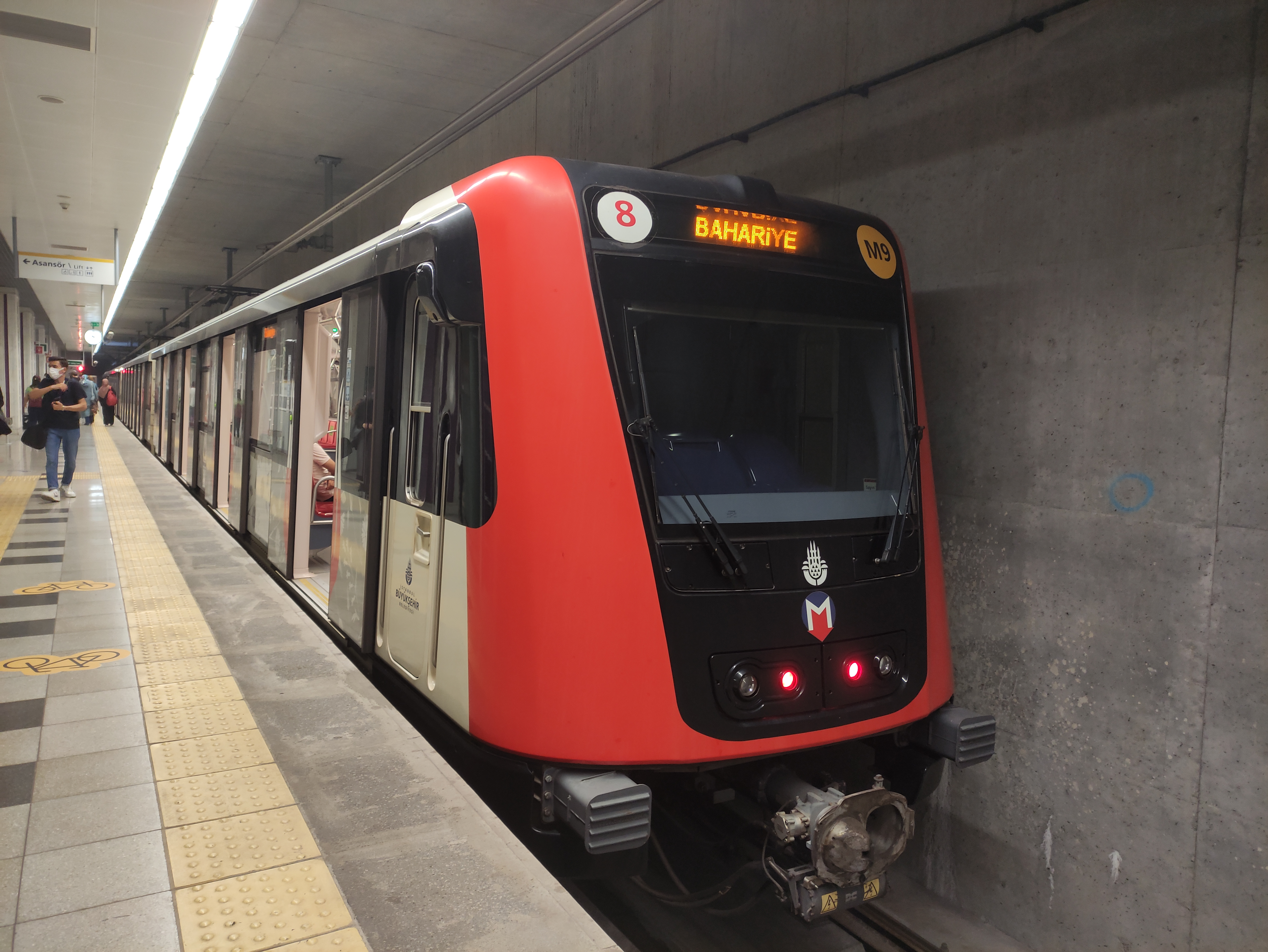
Une rame à la station İkitelli Sanayi, en 2021.
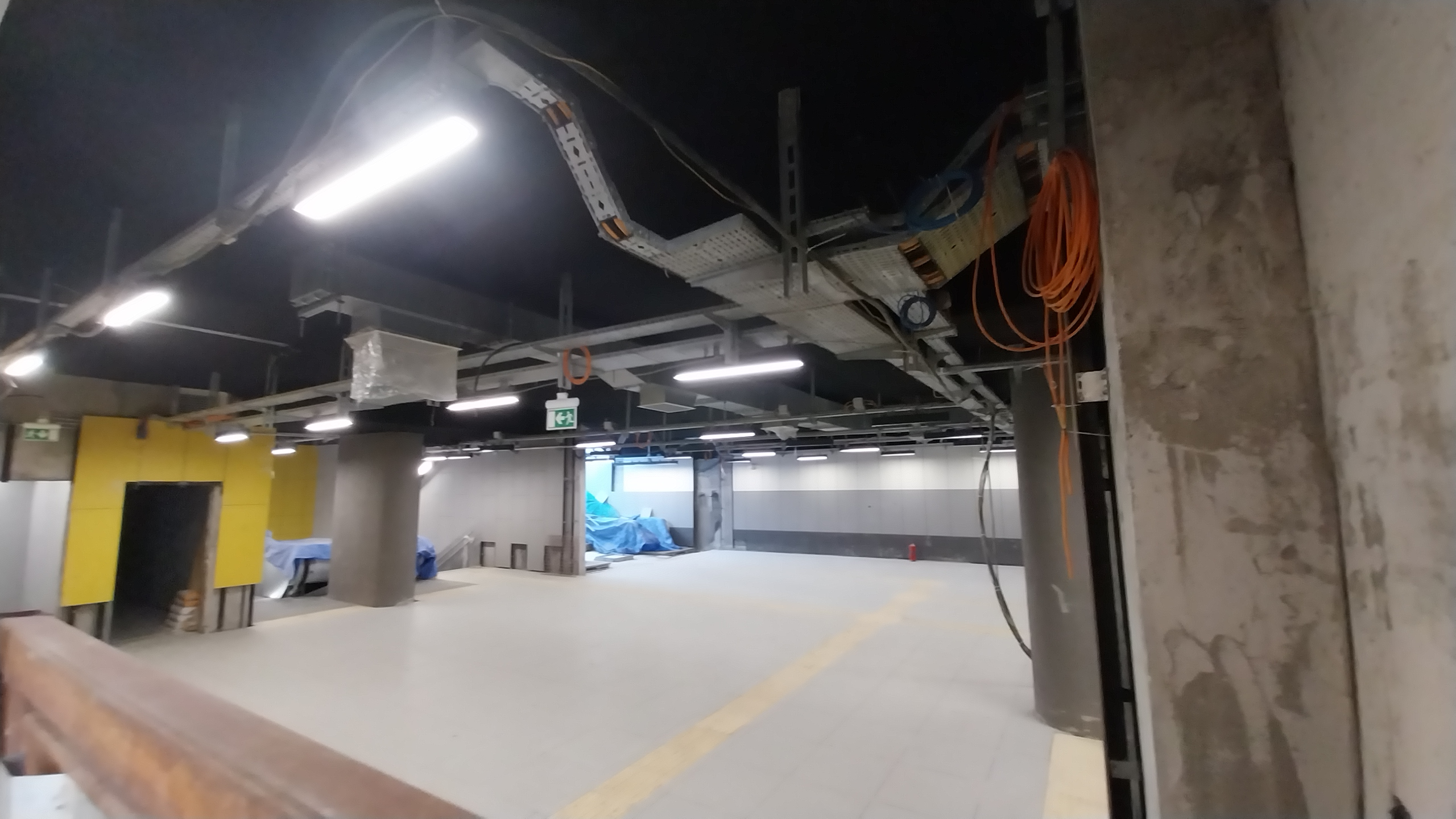
La future station Ataköy, en construction en novembre 2022.

### Ligne M11

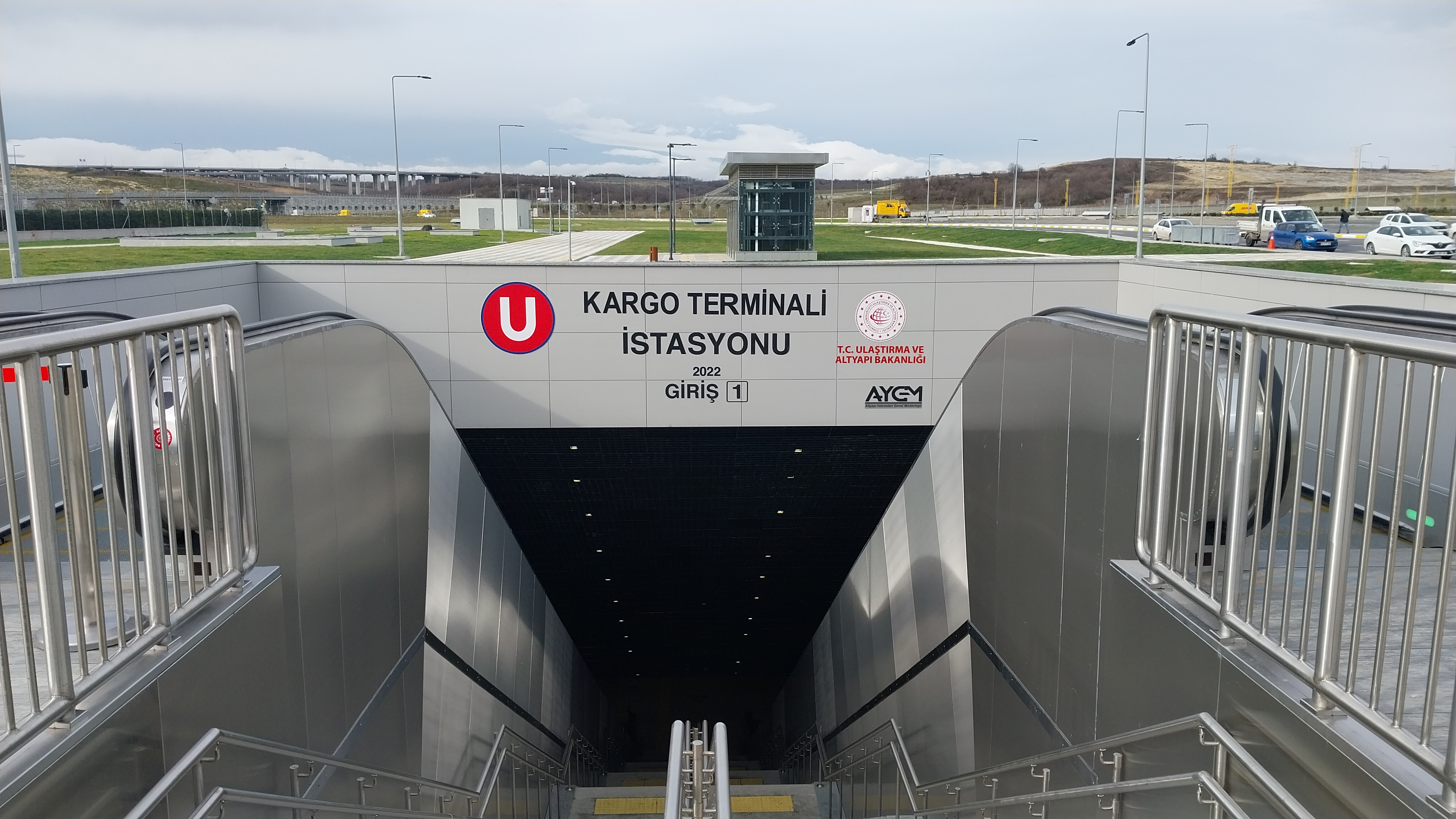
Une entrée à la station Kargo Terminali en 2023.
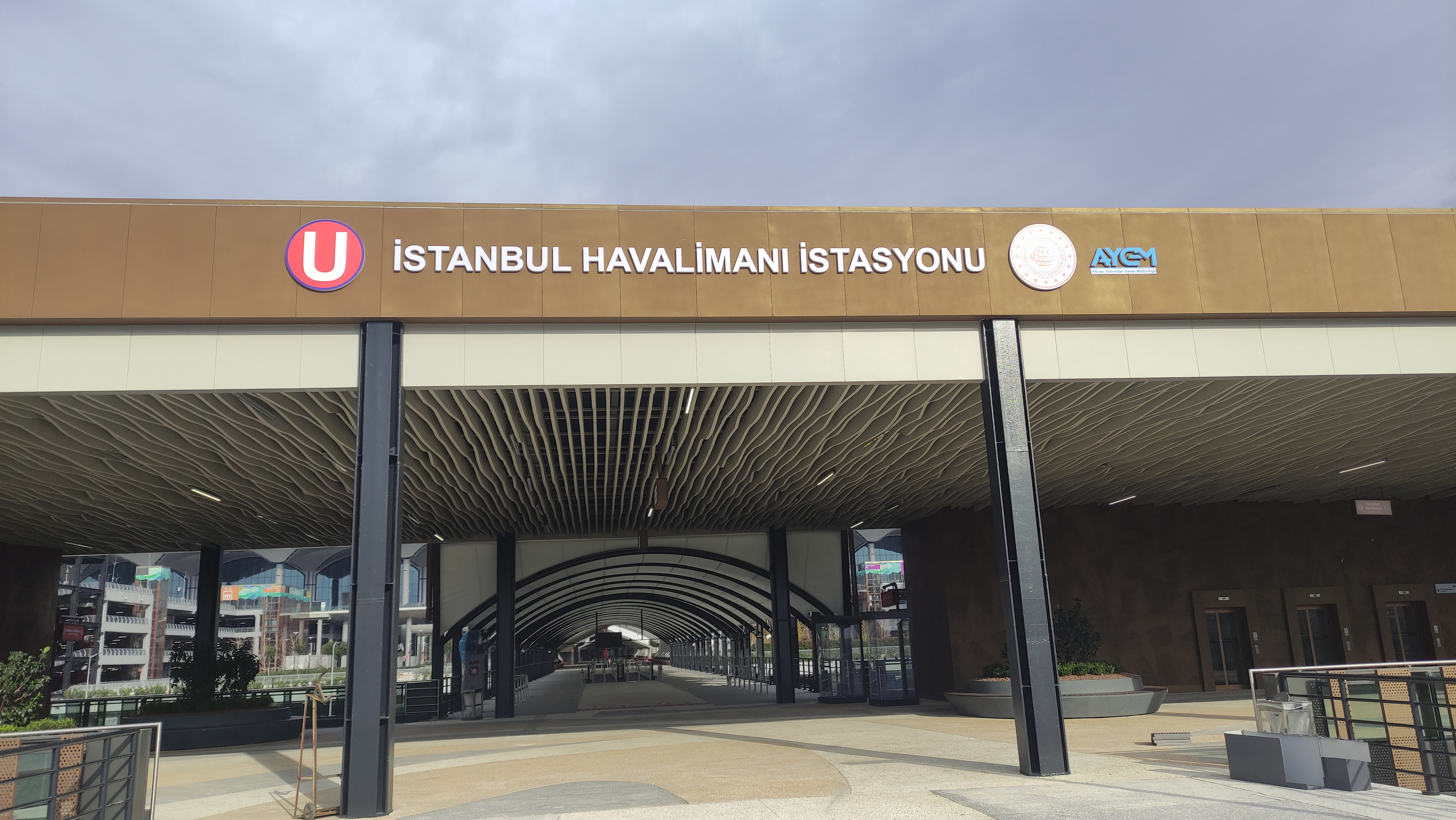
Les panneaux d'entrée à la station İstanbul Havalimanı qui dessert l'aéroport d'Istanbul.
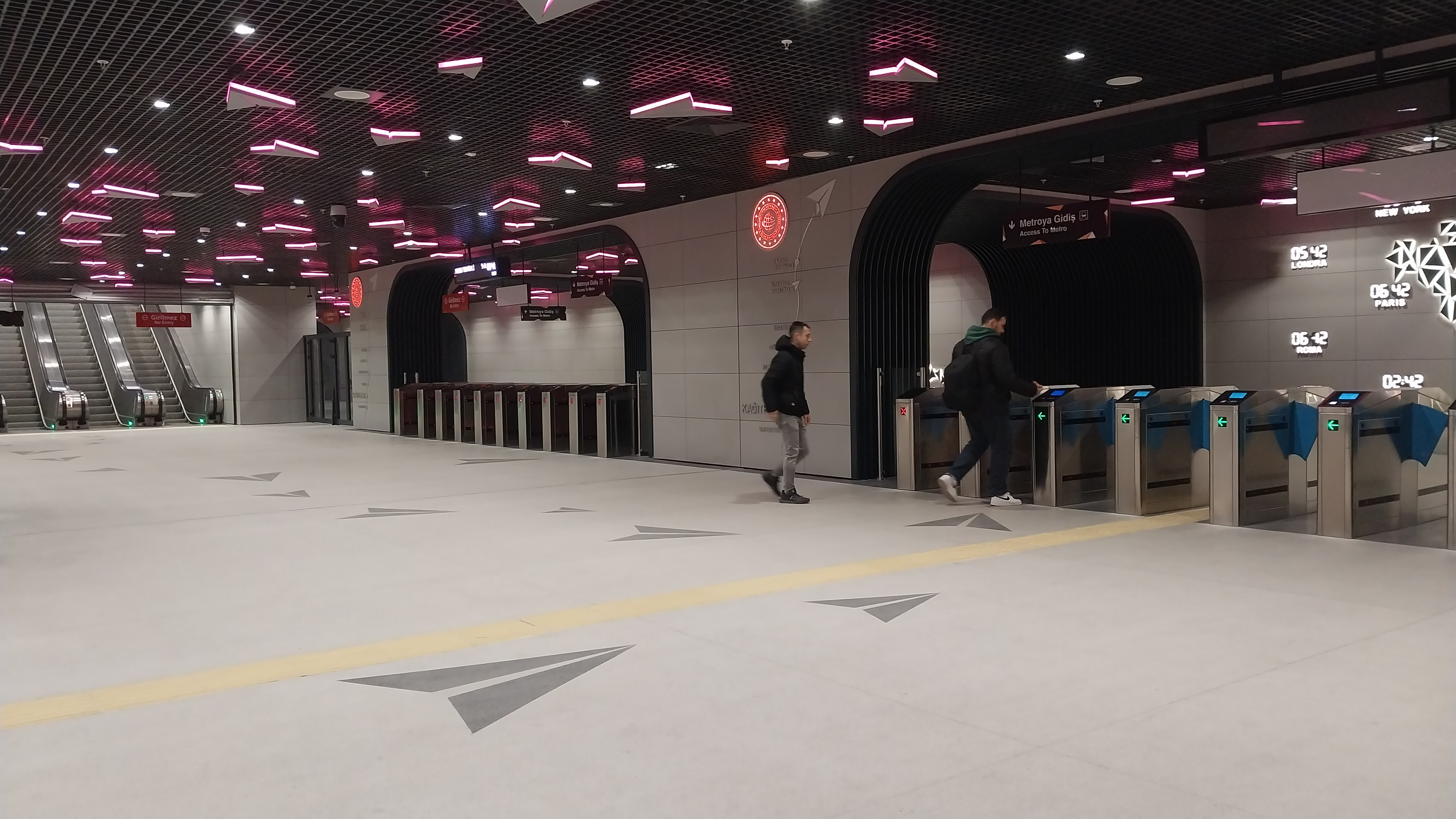
Les portillons d'accès aux quai à la station Kâğıthane, en 2023.
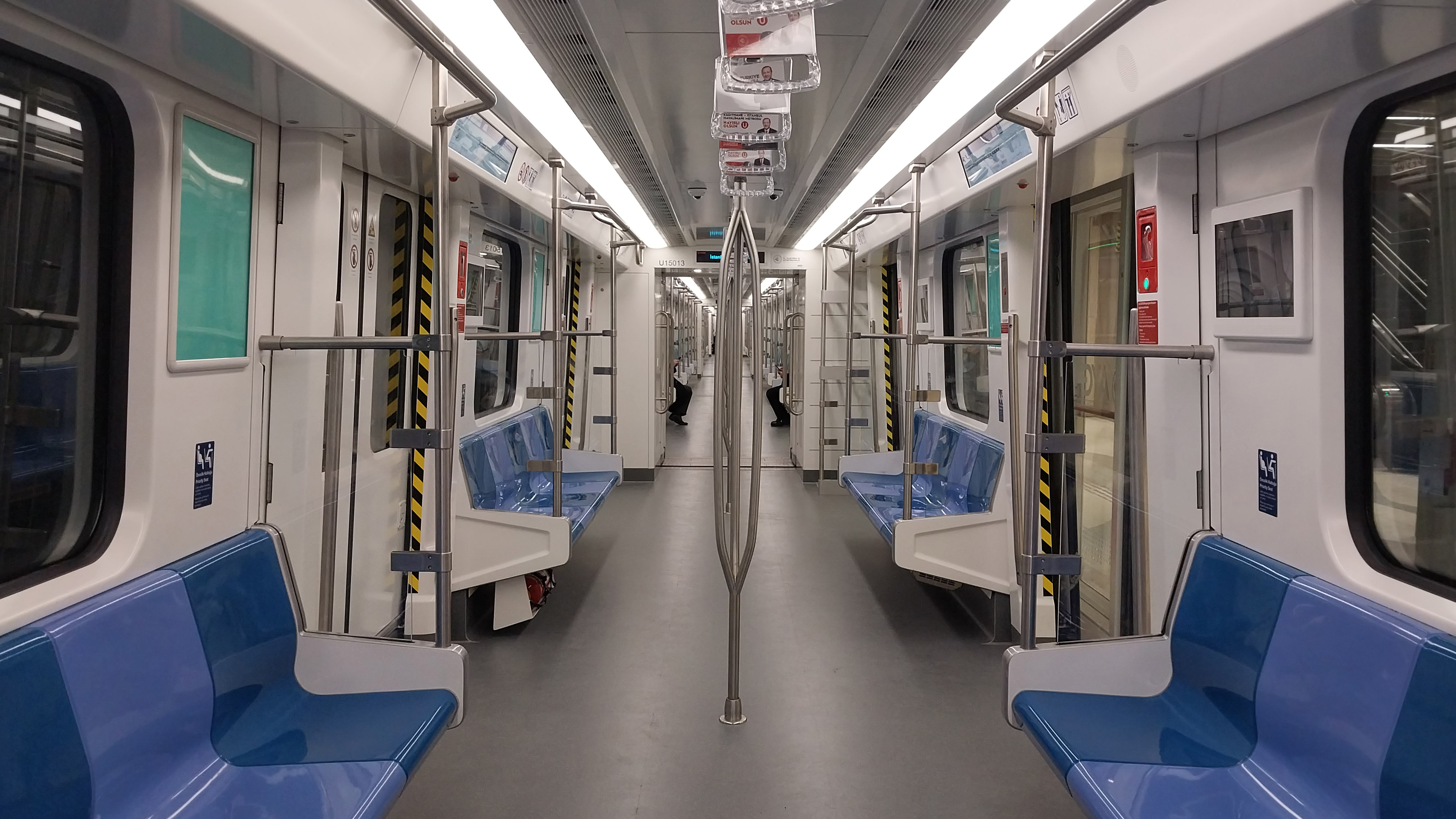
L'intérieur d'une rame en 2023.

## Matériel roulant
| Ligne | Mis en service | Constructeur  | Nombre de voitures par rame | Alimentation | Conduite    | Photo |
| ----- | -------------- | ------------- | --------------------------- | ------------ | ----------- | ----- |
|       | 1989           | ABB           | 2                           | Caténaire    | Conducteur  |       |
|       | 2000           | Alstom        | 4                           | 3ème rail    | Conducteur  |       |
| 2009  | Hyundai Rotem  |               | 4                           | 3ème rail    | Conducteur  |       |
|       | 2013           | Alstom        | 4                           | Caténaire    | Conducteur  |       |
|       | 2012           | CAF           | 4                           | Caténaire    | Conducteur  |       |
|       | 2017           | CAF           | 6                           | Caténaire    | Automatique |       |
|       | 2020           | Hyundai Rotem | 4                           | Caténaire    | Automatique |       |
|       | 2023           | Hyundai Rotem | 4                           | Caténaire    | Automatique |       |
|       | 2023           | CRRC          |                             | Caténaire    | Automatique |       |

## Projets de développement et travaux en cours

Réseau actuel et à terme

### Prolongements de lignes existantes en construction
- Ligne M1  de Kirazlı à Halkalı, ouverture par étapes de Kirazlı à Fatih en 2024 puis de Fatih à Halkalı ultérieurement ;
- Ligne M4  de Tavşantepe à Tuzla, ouverture par étapes de Tavşantepe à Kaynarca Merkez en 2025 et de Kaynarca Merkez à Tuzla ultérieurement ;
- Ligne M5  de Samandıra Merkez à Sultanbeyli en 2024.
- Ligne M7  de Yıldız à Kabataş en 2024 et de Mahmutbey à Esenyurt Meydanı, ouverture par étapes de Mahmutbey à Hastane en 2025 et de Hastane à Esenyurt Meydanı ultérieurement ;
- Ligne M11  de Arnavutköy Hastane et Halkalı en 2024.

### Lignes nouvelles en construction
- Ligne M10  : reliant les stations Pendik Merkez et Sabiha Gökçen Havalimanı ;  inauguration prévue en 2025 ;
- Ligne M12  : reliant les stations 60. Yıl Parkı et Kâzım Karabekir ;  inauguration prévue en 2024 ;
- Ligne M14  : reliant les stations Altunizade et Kâzım Karabekir ; inauguration prévue en 2024.

### Autre projets
Plusieurs autres lignes ou prolongement de lignes, dont les études de faisabilité ont été réalisées ou sont en cours, sont également prévues à plus long terme :
Prolongements
- ligne M2  vers l'ouest de Yenikapı à Bakırköy-Incirli ;

Lignes nouvelles
- ligne M20  de TÜYAP à Incirli dans la partie européenne de la ville ;
- ligne M34  pour relier les deux parties européenne et asiatique, depuis Beylikdüzü à l'ouest jusqu'à l'aéroport international Sabiha-Gökçen à l'est.